# Kanye West-diszkográfia
Kanye West, amerikai rapper és producer tíz stúdióalbumot, három albumközreműködést, egy válogatásalbumot, két koncertalbumot, egy videóalbumot és négy mixtape-et adott ki, 137 kislemez mellett.
West több, mint 100 millió példányt adott el kislemezeiből, míg stúdióalbumaiból 21 millió kelt el. A Billboard Hot 100 listán 107 dala szerepelt, 56 jutott el a legjobb 40 helyig, míg 18 a legjobb 10-ig. Az Egyesült Királyságban 20 top 10-es és három első helyezett kislemeze van. A 2000-es években neki volt a legtöbb első helyezett dala a Hot Rap Songs slágerlistán és tizedik volt a Billboard az évtized legjobb előadói listáján. Magyarországon egyetlen albuma szerepelt a slágerlistákon, a Graduation 37. lett.
Westnek van a sorozatban második legtöbb első helyen szereplő stúdióalbuma a Billboard 200-on (10), ebben csak Jay-Z előzi meg, tizenegy lemezével. Ő a hetedik előadó a slágerlista történetébe, akinek tíz albuma elérte a csúcsot.

## Albumok

### Stúdióalbumok
| Cím                               | Részletek                                                                                               | Slágerlisták        | Slágerlisták        | Slágerlisták        | Slágerlisták        | Slágerlisták        | Slágerlisták        | Slágerlisták        | Slágerlisták        | Slágerlisták        | Slágerlisták        | Slágerlisták        | Eladott példányszám           | Minősítés |
| Cím                               | Részletek                                                                                               | US                  | US R&B              | US Rap              | AUS                 | CAN                 | GER                 | HUN                 | IRL                 | NZ                  | SWI                 | UK                  | Eladott példányszám           | Minősítés |
| --------------------------------- | --- | ------------------- | ------------------- | ------------------- | ------------------- | ------------------- | ------------------- | ------------------- | ------------------- | ------------------- | ------------------- | ------------------- | ----------------------------- | --- |
| The College Dropout               | - Megjelent: 2004. február 10. - Kiadó: Roc-A-Fella, Def Jam - Formátumok: CD, LP, digitális letöltés   | 2                   | 1                   | 5                   | —                   | —                   | 77                  | —                   | 33                  | —                   | 96                  | 12                  | - US: 3,358,000               | - RIAA: 4× Platina - BPI: 2× Platina - MC: Platina - RMNZ: Arany - IFPI DEN: Platina                                                                                  |
| Late Registration                 | - Megjelent: 2005. augusztus 30. - Kiadó: Roc-A-Fella, Def Jam - Formátumok: CD, LP, digitális letöltés | 1                   | 1                   | 1                   | 14                  | 1                   | 14                  | —                   | 2                   | 11                  | 9                   | 2                   | - US: 3,100,000 - UK: 846,000 | - RIAA: 4× Platina - ARIA: Platina - BPI: 2× Platina - IRMA: 2× Platina - MC: 2× Platina - RMNZ: Platina - IFPI DEN: Platina - RIAJ: Arany                            |
| Graduation                        | - Megjelent: 2007. szeptember 11. - Kiadó: Roc-A-Fella, Def Jam - Formátumok: CD, digitális letöltés    | 1                   | 1                   | 1                   | 2                   | 1                   | 10                  | 37                  | 2                   | 2                   | 3                   | 1                   | - US: 2,700,000               | - RIAA: 5× Platina - ARIA: Platina - BPI: 2× Platina - IFPI SWI: Arany - IRMA: Platina - MC: 2× Platina - RMNZ: Arany - IFPI DEN: Platina - RIAJ: Arany - NFPF: Arany |
| 808s & Heartbreak                 | - Megjelent: 2008. november 24. - Kiadó: Roc-A-Fella, Def Jam - Formátumok: CD, LP, digitális letöltés  | 1                   | 1                   | —                   | 12                  | 4                   | 30                  | —                   | 11                  | 15                  | 13                  | 11                  | - US: 1,700,000               | - RIAA: 3× Platina - ARIA: Arany - BPI: Platina - IRMA: Platina - MC: Platina - IFPI DEN: Platina                                                                     |
| My Beautiful Dark Twisted Fantasy | - Megjelent: 2010. november 22. - Kiadó: Roc-A-Fella, Def Jam - Formátumok: CD, LP, digitális letöltés  | 1                   | 1                   | 1                   | 6                   | 1                   | 19                  | —                   | 18                  | 10                  | 10                  | 16                  | - US: 1,300,000               | - RIAA: 3× Platina - ARIA: Platina - BPI: Platina - IFPI DEN: Platina                                                                                                 |
| Yeezus                            | - Megjelent: 2013. június 18. - Kiadó: Roc-A-Fella, Def Jam - Formátumok: CD, digitális letöltés        | 1                   | 1                   | 1                   | 1                   | 1                   | 15                  | —                   | 4                   | 1                   | 6                   | 1                   | - US: 750,000                 | - RIAA: 2× Platina - ARIA: Arany - BPI: Arany - IFPI DEN: Arany |
| The Life of Pablo                 | - Megjelent: 2016. február 14. - Kiadó: GOOD, Def Jam - Formátumok: digitális letöltés                  | 1                   | 2                   | 2                   | —                   | 6                   | —                   | —                   | 8                   | —                   | —                   | 30                  |                               | - RIAA: 2× Platina - BPI: Arany - SNEP: Arany - IFPI DEN: 2× Platina                                                                                                  |
| Ye                                | - Megjelent: 2018. június 1. - Kiadó: GOOD, Def Jam - Formátum: CD, LP, digitális letöltés, streaming   | 1                   | 1                   | 1                   | 1                   | 1                   | 25                  | —                   | 1                   | 1                   | 7                   | 2                   | - US: 85,000                  | - RIAA: Arany - BPI: Ezüst - IFPI DEN: Arany |
| Jesus Is King                     | - Megjelent: 2019. október 25. - Kiadó: GOOD, Def Jam - Formátum: CD, LP, digitális letöltés, streaming | 1                   | 1                   | 25                  | 1                   | 1                   | 19                  | —                   | 2                   | 1                   | 8                   | 2                   | - US: 109,000                 | - RIAA: Arany - BPI: Ezüst - IFPI DEN: Arany |
| Donda                             | - Megjelent: 2021. augusztus 29. - Kiadó: GOOD, Def Jam - Formátum: digitális letöltés, streaming       | —                   | —                   | —                   | 1                   | —                   | 4                   | —                   | 1                   | 1                   | —                   | 1                   |                               | |
| Donda 2                           | - Megjelent: 2022. február 2. - Kiadó: GOOD, Def Jam - Formátum: digitális letöltés, streaming          | Még nem jelent meg. | Még nem jelent meg. | Még nem jelent meg. | Még nem jelent meg. | Még nem jelent meg. | Még nem jelent meg. | Még nem jelent meg. | Még nem jelent meg. | Még nem jelent meg. | Még nem jelent meg. | Még nem jelent meg. | Még nem jelent meg.           | Még nem jelent meg. |

### Közreműködések
| Cím                                                   | Részletek | Slágerlisták        | Slágerlisták        | Slágerlisták        | Slágerlisták        | Slágerlisták        | Slágerlisták        | Slágerlisták        | Slágerlisták        | Slágerlisták        | Slágerlisták        | Példányszám                     | Minősítések                                                     |
| Cím                                                   | Részletek | US                  | US R&B              | US Rap              | AUS                 | CAN                 | GER                 | IRL                 | NZ                  | SWI                 | UK                  | Példányszám                     | Minősítések                                                     |
| ----------------------------------------------------- | --- | ------------------- | ------------------- | ------------------- | ------------------- | ------------------- | ------------------- | ------------------- | ------------------- | ------------------- | ------------------- | ------------------------------- | --------------------------------------------------------------- |
| Watch the Throne (Jay-Z-vel)                          | - Megjelent: 2011. augusztus 8. - Kiadó: Roc-A-Fella, Roc Nation, Def Jam - Formátum: CD, LP, digitális letöltés  | 1                   | 1                   | 1                   | 2                   | 1                   | 2                   | 5                   | 4                   | 1                   | 3                   | - US: 1,432,000 - WW: 2,000,000 | - RIAA: 5× Platina - ARIA: Platina - BPI: Platina - MC: Platina |
| Kids See Ghosts (Kid Cudi-val, Kids See Ghosts néven) | - Megjelent: 2018. június 8. - Kiadó: Wicked Awesome, GOOD, Def Jam - Formátum: CD, LP, digitális letöltés        | 2                   | 1                   | 1                   | 4                   | 3                   | 33                  | 2                   | 3                   | 12                  | 7                   | - US: 101,000                   | - RIAA: Arany - BPI: Ezüst                                      |
| Jesus Is Born (Sunday Service Choir néven)            | - Megjelent: 2019. december 25. - Kiadó: INC - Formátum: streaming, digitális letöltés                            | 73                  | –                   | –                   | –                   | –                   | –                   | –                   | –                   | –                   | –                   |                                 |                                                                 |
| Watch the Throne 2 (Jay-Z-vel)                        | - Megjelenés: 2021 decembere - Kiadó: GOOD, Roc Nation, Def Jam - Formátum: CD, LP, digitális letöltés, streaming | Még nem jelent meg. | Még nem jelent meg. | Még nem jelent meg. | Még nem jelent meg. | Még nem jelent meg. | Még nem jelent meg. | Még nem jelent meg. | Még nem jelent meg. | Még nem jelent meg. | Még nem jelent meg. | Még nem jelent meg.             | Még nem jelent meg.                                             |

### Válogatásalbumok
| Cím                       | Részletek                                                                                         | Slágerlisták | Slágerlisták | Slágerlisták | Slágerlisták | Slágerlisták | Slágerlisták | Slágerlisták | Slágerlisták | Slágerlisták | Slágerlisták | Példányszám   |
| Cím                       | Részletek                                                                                         | US           | US R&B       | AUS          | CAN          | DEN          | NED          | FRA          | GER          | SWI          | UK           | Példányszám   |
| ------------------------- | ------------------------------------------------------------------------------------------------- | ------------ | ------------ | ------------ | ------------ | ------------ | ------------ | ------------ | ------------ | ------------ | ------------ | ------------- |
| Cruel Summer (GOOD Music) | - Megjelent: 2012. szeptember 14. - Kiadó: GOOD, Def Jam - Formátumok: CD, LP, digitális letöltés | 2            | 1            | 7            | 4            | 12           | 10           | 30           | 74           | 10           | 2            | - US: 205,000 |

### Koncertalbumok
| Cím                          | Részletek                                                                                             | Slágerlisták | Slágerlisták | Minősítések  |
| Cím                          | Részletek                                                                                             | IRL          | UK           | Minősítések  |
| ---------------------------- | --- | ------------ | ------------ | ------------ |
| Late Orchestration           | - Megjelent: 2006. április 24. - Kiadó: Roc-A-Fella, Def Jam - Formátumok: CD, LP, digitális letöltés | 46           | 59           | - BPI: Arany |
| VH1 Storytellers: Kanye West | - Megjelent: 2010. január 5. - Kiadó: Roc-A-Fella, Def Jam - Formátumok: CD, digitális letöltés       | —            | —            |              |

### Videóalbumok
| Cím                                 | Részletek                                                                      | Slágerlista | Minősítések   |
| Cím                                 | Részletek                                                                      | US Video    | Minősítések   |
| ----------------------------------- | ------------------------------------------------------------------------------ | ----------- | ------------- |
| The College Dropout Video Anthology | - Megjelent: 2005. március 22. - Kiadó: Roc-A-Fella, Def Jam - Formátumok: DVD | 6           | - RIAA: Arany |

### Mixtape-ek
| Cím                              | Részletek                                                                      |
| -------------------------------- | ------------------------------------------------------------------------------ |
| Get Well Soon...                 | - Megjelent: 2003 - Formátumok: CD                                             |
| I'm Good...                      | - Megjelent: 2003 - Formátumok: CD                                             |
| Welcome to Kanye's Soul Mix Show | - Megjelent: 2006. szeptember 5. - Kiadó: Tube - Formátumok: CD                |
| Can't Tell Me Nothing            | - Megjelent: 2007. május 27. - Kiadó: RGS - Formátumok: CD, digitális letöltés |

## Kislemezek

### Fő előadóként
| Cím | Év   | Slágerlista | Slágerlista | Slágerlista | Slágerlista | Slágerlista | Slágerlista | Slágerlista | Slágerlista | Slágerlista | Slágerlista | Minősítések | Album                             |
| Cím | Év   | US          | US R&B      | US Rap      | AUS         | CAN         | GER         | IRL         | NZ          | SWI         | UK          | Minősítések | Album                             |
| --- | ---- | ----------- | ----------- | ----------- | ----------- | ----------- | ----------- | ----------- | ----------- | ----------- | ----------- | --- | --------------------------------- |
| Through the Wire                                                                                        | 2003 | 15          | 8           | 4           | 81          | —           | 61          | 24          | 16          | 48          | 9           | - RIAA: Platina - BPI: Ezüst | The College Dropout               |
| All Falls Down (Syleena Johnson közreműködésével)                                                       | 2004 | 7           | 4           | 2           | —           | 9           | 72          | 23          | 19          | —           | 10          | - RIAA: 2× Platina - BPI: Arany | The College Dropout               |
| Jesus Walks                                                                                             | 2004 | 11          | 2           | 3           | 37          | 4           | —           | 18          | —           | —           | 16          | - RIAA: 2× Platina - BPI: Ezüst | The College Dropout               |
| The New Workout Plan                                                                                    | 2004 | —           | 59          | —           | —           | —           | —           | —           | —           | —           | —           | - RIAA: Arany | The College Dropout               |
| Diamonds from Sierra Leone                                                                              | 2005 | 43          | 21          | 11          | 52          | 18          | 67          | 19          | —           | 52          | 8           | - RIAA: Platina - BPI: Ezüst | Late Registration                 |
| Gold Digger (Jamie Foxx közreműködésével)                                                               | 2005 | 1           | 1           | 1           | 1           | 5           | 35          | 3           | 1           | 52          | 2           | - RIAA: 8× Platina - RIAA: Platina (Mastertone) - ARIA: 4× Platina - BPI: 2× Platina - BVMI: Arany - IFPI Denmark: Platina - RMNZ: Arany                           | Late Registration                 |
| Heard 'Em Say (Adam Levine közreműködésével)                                                            | 2005 | 26          | 17          | 12          | 27          | 19          | 95          | 23          | 15          | —           | 22          | - RIAA: Platina | Late Registration                 |
| Touch the Sky (Lupe Fiasco közreműködésével)                                                            | 2006 | 42          | 23          | 10          | 10          | —           | 97          | 14          | 16          | —           | 6           | - RIAA: Platina - ARIA: Platina - BPI: Platina | Late Registration                 |
| Impossible (Twista, Keyshia Cole és BJ közreműködésével)                                                | 2006 | —           | 54          | —           | —           | —           | —           | —           | —           | —           | —           | | Mission: Impossible III filmzene  |
| Drive Slow (Paul Wall és GLC közreműködésével)                                                          | 2006 | —           | —           | —           | —           | —           | —           | —           | —           | —           | —           | | Late Registration                 |
| Classic (Better Than I've Ever Been) (KRS-One, Nas és Rakim közreműködésével)                           | 2007 | —           | —           | —           | —           | —           | —           | —           | —           | —           | —           | | nem jelent meg albumon            |
| Can't Tell Me Nothing                                                                                   | 2007 | 41          | 20          | 8           | —           | 16          | —           | —           | —           | —           | 107         | - RIAA: 3× Platina - ARIA: Arany - BPI: Ezüst | Graduation                        |
| Stronger                                                                                                | 2007 | 1           | 1           | 3           | 2           | 1           | 17          | 2           | 1           | 18          | 1           | - RIAA: 9× Platina - RIAA: Platina (Mastertone) - ARIA: 8× Platina - BPI: 2× Platina - BVMI: Platina - IFPI Denmark: Platina - RMNZ: Arany                         | Graduation                        |
| Good Life (T-Pain közreműködésével)                                                                     | 2007 | 7           | 3           | 1           | 21          | 23          | 78          | 24          | 11          | —           | 23          | - RIAA: 3× Platina - RIAA: Platina (Mastertone) - BPI: Ezüst | Graduation                        |
| Flashing Lights (Dwele közreműködésével)                                                                | 2007 | 29          | 12          | 2           | 82          | 54          | —           | 21          | —           | —           | 29          | - RIAA: 3× Platina - BPI: Ezüst | Graduation                        |
| Homecoming (Chris Martin közreműködésével)                                                              | 2008 | 69          | 53          | 15          | 32          | 79          | 17          | 5           | 22          | 38          | 9           | - RIAA: Platina - ARIA: Arany - BPI: Arany - BVMI: Arany - IFPI Denmark: Arany                                                                                     | Graduation                        |
| Love Lockdown                                                                                           | 2008 | 3           | 26          | —           | 18          | 5           | 8           | 4           | 11          | 18          | 8           | - RIAA: 4× Platina - ARIA: Arany - BPI: Arany - RMNZ: Arany | 808s & Heartbreak                 |
| Heartless                                                                                               | 2008 | 2           | 4           | 1           | 40          | 8           | 37          | 11          | 6           | 46          | 10          | - RIAA: 7× Platina - RIAA: Platina (Mastertone) - ARIA: Platina - BPI: Arany - IFPI Denmark: Arany - RMNZ: Arany                                                   | 808s & Heartbreak                 |
| Amazing (Young Jeezy közreműködésével)                                                                  | 2009 | 81          | 65          | 22          | —           | —           | —           | —           | —           | —           | —           | - RIAA: Platina | 808s & Heartbreak                 |
| Paranoid (Mr Hudson közreműködésével)                                                                   | 2009 | —           | —           | —           | 90          | —           | —           | —           | —           | —           | —           | - RIAA: Arany | 808s & Heartbreak                 |
| Forever (Drake, Lil Wayne és Eminem közreműködésével)                                                   | 2009 | 8           | 2           | 1           | 99          | 26          | —           | 41          | —           | 68          | 42          | - RIAA: 6× Platina - BPI: Arany | Relapse: Refill                   |
| Power                                                                                                   | 2010 | 22          | 22          | 14          | 100         | 49          | —           | 30          | —           | —           | 36          | - RIAA: 4× Platina - BPI: Platina - BVMI: Arany - IFPI Denmark: Platina                                                                                            | My Beautiful Dark Twisted Fantasy |
| Runaway (Pusha T közreműködésével)                                                                      | 2010 | 12          | 30          | 9           | 46          | 13          | —           | —           | —           | 56          | 56          | - RIAA: 2× Platina - ARIA: Platina - BPI: Ezüst | My Beautiful Dark Twisted Fantasy |
| Monster (Jay-Z, Rick Ross, Nicki Minaj és Bon Iver közreműködésével)                                    | 2010 | 18          | 30          | 15          | 91          | 43          | —           | —           | —           | —           | 111         | - RIAA: 2× Platina - BPI: Ezüst | My Beautiful Dark Twisted Fantasy |
| All of the Lights (Rihanna közreműködésével)                                                            | 2010 | 18          | 2           | 2           | 24          | 53          | —           | 13          | 13          | 46          | 15          | - RIAA: 5× Platina - ARIA: 2× Platina - BPI: Platina - IFPI Denmark: Arany - RMNZ: Arany                                                                           | My Beautiful Dark Twisted Fantasy |
| Christmas in Harlem (Cyhi the Prynce és Teyana Taylor közreműködésével)                                 | 2010 | —           | —           | —           | —           | —           | —           | —           | —           | —           | —           | | nem jelent meg albumon            |
| H•A•M (Jay-Z-vel)                                                                                       | 2011 | 23          | 24          | 15          | 78          | 47          | —           | 40          | —           | —           | 30          | - RIAA: Arany | Watch the Throne                  |
| Otis (Jay-Z, Otis Redding közreműködésével)                                                             | 2011 | 12          | 2           | 2           | 42          | 37          | —           | 41          | —           | 61          | 28          | - RIAA: 2× Platina - ARIA: Arany - BPI: Arany - MC: Arany - IFPI Denmark: Arany                                                                                    | Watch the Throne                  |
| Lift Off (Jay-Z, Beyoncé közreműködésével)                                                              | 2011 | —           | —           | —           | 81          | —           | —           | —           | —           | —           | 48          | | Watch the Throne                  |
| Niggas in Paris (Jay-Z közreműködésével)                                                                | 2011 | 5           | 1           | 1           | 66          | 16          | 40          | 22          | 38          | 43          | 10          | - RIAA: 8× Platina - ARIA: 2× Platina - BEA: Arany - BPI: 2× Platina - BVMI: Platina - MC: Platina - IFPI Denmark: 2x Platina                                      | Watch the Throne                  |
| Why I Love You (Jay-Z, Mr Hudson közreműködésével)                                                      | 2011 | —           | —           | —           | —           | —           | —           | —           | —           | 52          | 87          | | Watch the Throne                  |
| Gotta Have It (Jay-Z közreműködésével)                                                                  | 2011 | 69          | 14          | 13          | —           | —           | —           | —           | —           | —           | —           | - RIAA: Platina | Watch the Throne                  |
| No Church in the Wild (Jay-Z és Frank Ocean közreműködésével)                                           | 2012 | 72          | 31          | 20          | —           | 92          | —           | 55          | —           | —           | 37          | - RIAA: Platina - BPI: Arany - IFPI Denmark: Platina | Watch the Throne                  |
| Mercy (Big Sean, Pusha T és 2 Chainz közreműködésével)                                                  | 2012 | 13          | 1           | 1           | 60          | 46          | —           | —           | —           | —           | 55          | - RIAA: 4× Platina - BPI: Ezüst - IFPI Denmark: Arany | Cruel Summer                      |
| Cold (DJ Khaled közreműködésével)                                                                       | 2012 | 86          | 69          | —           | —           | 85          | —           | —           | —           | —           | —           | - RIAA: Arany | Cruel Summer                      |
| New God Flow (Pusha T közreműködésével)                                                                 | 2012 | 89          | 43          | —           | —           | 66          | —           | —           | —           | —           | —           | | Cruel Summer                      |
| Clique (Jay-Z és Big Sean közreműködésével)                                                             | 2012 | 12          | 2           | 2           | 39          | 17          | —           | —           | —           | —           | 22          | - RIAA: 3× Platina - BPI: Arany - IFPI Denmark: Arany | Cruel Summer                      |
| Black Skinhead                                                                                          | 2013 | 69          | 21          | 15          | 58          | 66          | —           | 55          | —           | —           | 34          | - RIAA: 2× Platina - BPI: Platina - IFPI Denmark: Platina | Yeezus                            |
| Bound 2                                                                                                 | 2013 | 12          | 3           | 3           | 56          | 74          | —           | 68          | —           | —           | 55          | - RIAA: 2× Platina - BPI: Ezüst | Yeezus                            |
| Only One (Paul McCartney közreműködésével)                                                              | 2014 | 35          | 11          | —           | 8           | 31          | 32          | 43          | 8           | 39          | 28          | - RIAA: Arany - IFPI Denmark: Arany | nem jelent meg albumon            |
| FourFiveSeconds (Rihanna és Paul McCartney közreműködésével)                                            | 2015 | 4           | 1           | —           | 1           | 4           | 3           | 1           | 1           | 3           | 3           | - RIAA: 3× Platina - ARIA: 7× Platina - BEA: Arany - BPI: 2× Platina - BVMI: Platina - IFPI Denmark: 2x Platina - IFPI SWI: Arany - SNEP: Arany - RMNZ: 2× Platina | nem jelent meg albumon            |
| All Day (Theophilus London, Allan Kingdom és Paul McCartney közreműködésével)                           | 2015 | 15          | 6           | 4           | 42          | 28          | 57          | 77          | 38          | 64          | 18          | - RIAA: Platina - BPI: Ezüst | nem jelent meg albumon            |
| Famous                                                                                                  | 2016 | 34          | 13          | 8           | 43          | 31          | —           | 28          | 28          | 45          | 33          | - RIAA: 2× Platina - ARIA: Arany - BPI: Platina - MC: Platina - IFPI Denmark: Platina                                                                              | The Life of Pablo                 |
| Father Stretch My Hands, Pt. 1                                                                          | 2016 | 37          | 14          | 9           | —           | 51          | —           | 74          | —           | —           | 54          | - RIAA: 3× Platina - BPI: Ezüst - IFPI Denmark: Arany | The Life of Pablo                 |
| Pt. 2                                                                                                   | 2016 | 54          | 18          | 11          | —           | 60          | —           | 87          | —           | —           | 70          | - RIAA: Platina - BPI: Ezüst | The Life of Pablo                 |
| Champions (Gucci Mane, Big Sean, 2 Chainz, Travis Scott, Yo Gotti, Quavo és Desiigner közreműködésével) | 2016 | 71          | 22          | 15          | —           | 73          | —           | —           | —           | —           | 128         | - RIAA: Platina | Cruel Winter                      |
| Fade | 2016 | 47          | 12          | —           | 69          | 37          | —           | 75          | —           | —           | 50          | - RIAA: 2x Platina - BPI: Ezüst | The Life of Pablo                 |
| Lift Yourself                                                                                           | 2018 | —           | —           | —           | —           | —           | —           | 94          | —           | —           | —           | | nem jelent meg albumon            |
| Ye vs. the People (T.I. közreműködésével)                                                               | 2018 | 85          | —           | —           | —           | —           | —           | —           | —           | —           | —           | | nem jelent meg albumon            |
| Yikes                                                                                                   | 2018 | 8           | 7           | 6           | 18          | 6           | 84          | 16          | 11          | 32          | 10          | - RIAA: Platina | Ye                                |
| All Mine                                                                                                | 2018 | 11          | 9           | 8           | 10          | 12          | 75          | 13          | 5           | 11          | 11          | - RIAA: Platina - BPI: Ezüst | Ye                                |
| XTCY | 2018 | —           | —           | —           | —           | —           | —           | —           | —           | —           | —           | | nem jelent meg albumon            |
| I Love It (Lil Pump közreműködésével)                                                                   | 2018 | 6           | 5           | 5           | 4           | 1           | 9           | 2           | 1           | 6           | 3           | - RIAA: 2× Platina - BPI: Platina - ARIA: 3× Platina - IFPI Denmark: Arany - SNEP: Arany - RMNZ: Arany                                                             | Harverd Dropout                   |
| Follow God                                                                                              | 2019 | 7           | 3           | 2           | 7           | 6           | —           | 5           | 6           | 14          | 6           | - RIAA: Platina - BPI: Ezüst | Jesus Is King                     |
| Closed on Sunday                                                                                        | 2019 | 17          | 8           | —           | 19          | 20          | 87          | 19          | 26          | 20          | 13          | - RIAA: Arany | Jesus Is King                     |
| Wash Us in the Blood (Travis Scott közreműködésével)                                                    | 2020 | 49          | 20          | —           | 31          | 77          | —           | 32          | —           | —           | 51          | | nem jelent meg albumon            |
| Nah Nah Nah (szóló vagy DaBaby és 2 Chainz közreműködésével)                                            | 2020 | —           | —           | —           | —           | —           | —           | —           | —           | —           | —           | | nem jelent meg albumon            |
| Hurricane                                                                                               | 2021 | 6           | 1           | 1           | 4           | 4           | 37          | 7           | 3           | 9           | 7           | | Donda                             |
| Life of the Party(André 3000-del)                                                                       | 2022 | —           | 47          | —           | —           | —           | —           | 96          | —           | —           | —           | | Donda                             |
| Believe What I Say                                                                                      | 2022 | 28          | 15          | 13          | 17          | 29          | —           | —           | —           | —           | —           | | Donda                             |
| Off the Grid                                                                                            | 2022 | 11          | 4           | 4           | 9           | 7           | —           | 11          | 7           | 17          | 15          | - RIAA: Arany - MC: Arany | Donda                             |
| Eazy(a Game-mel)                                                                                        | 2022 | 49          | 13          | 9           | —           | 35          | —           | 20          | 35          | 63          | 32          | | Drillmatic                        |

### Közreműködőként
| Cím (eredeti előadó)                                                                                                  | Év   | Slágerlista | Slágerlista | Slágerlista | Slágerlista | Slágerlista | Slágerlista | Slágerlista | Slágerlista | Slágerlista | Slágerlista | Minősítések | Album                                             |
| Cím (eredeti előadó)                                                                                                  | Év   | US          | US R&B      | US Rap      | AUS         | CAN         | GER         | IRL         | NZ          | SWI         | UK          | Minősítések | Album                                             |
| --- | ---- | ----------- | ----------- | ----------- | ----------- | ----------- | ----------- | ----------- | ----------- | ----------- | ----------- | --- | ------------------------------------------------- |
| Welcome 2 Chicago (Abstract Mindstate)                                                                                | 2001 | —           | —           | —           | —           | —           | —           | —           | —           | —           | —           | | nem jelent meg albumon                            |
| Get By (Remix) (Talib Kweli; Jay-Z, Mos Def, Kanye West és Busta Rhymes közreműködésével)                             | 2003 | —           | —           | —           | —           | —           | —           | —           | —           | —           | —           | | nem jelent meg albumon                            |
| Slow Jamz (Twista; Kanye West és Jamie Foxx közreműködésével)                                                         | 2003 | 1           | 1           | 1           | 26          | —           | 58          | 30          | 9           | —           | 3           | | Kamikaze és The College Dropout                   |
| This Way (Dilated Peoples)                                                                                            | 2004 | 78          | 41          | 22          | —           | —           | —           | —           | —           | —           | 35          | | Neighborhood Watch                                |
| Talk About Our Love (Brandy)                                                                                          | 2004 | 36          | 16          | —           | 28          | —           | 89          | 27          | —           | 42          | 6           | | Afrodisiac                                        |
| Hold On (Remix) (Dwele)                                                                                               | 2004 | —           | 53          | —           | —           | —           | —           | —           | —           | —           | —           | | Subject                                           |
| Higher (Do or Die) | 2004 | —           | 63          | —           | —           | —           | —           | —           | —           | —           | —           | | D.O.D.                                            |
| The Food (Common; Kanye West és DJ Dummy közreműködésével)                                                            | 2004 | —           | —           | —           | —           | —           | —           | —           | —           | —           | —           | | Be                                                |
| Selfish (Slum Village; Kanye West és John Legend közreműködésével)                                                    | 2004 | 55          | 20          | 15          | —           | —           | —           | —           | —           | —           | 129         | | Detroit Deli (A Taste of Detroit)                 |
| I Changed My Mind (Keyshia Cole)                                                                                      | 2004 | 71          | 23          | —           | —           | —           | —           | —           | —           | —           | —           | | The Way It Is                                     |
| Real Love (Rell; Kanye West és Consequence közreműködésével)                                                          | 2004 | —           | —           | —           | —           | —           | —           | —           | —           | —           | —           | | nem jelent meg albumon                            |
| Down and Out (Cam'ron, Kanye West és Syleena Johnson közreműködésével)                                                | 2005 | 94          | 29          | 20          | —           | —           | —           | —           | —           | —           | —           | | Purple Haze                                       |
| The Corner (Common; Kanye West és The Last Poets közreműködésével)                                                    | 2005 | —           | 42          | —           | —           | —           | —           | —           | —           | —           | —           | | Be                                                |
| Pusha Man (Bump J.)                                                                                                   | 2005 | —           | —           | —           | —           | —           | —           | —           | —           | —           | —           | | nem jelent meg albumon                            |
| Go! (Common; Kanye West és John Mayer közreműködésével)                                                               | 2005 | 79          | 31          | 21          | —           | —           | —           | —           | —           | —           | 79          | | Be                                                |
| Wouldn't You Like to Ride? (Malik Yusef; Kanye West és Common közreműködésével)                                       | 2005 | —           | —           | —           | —           | —           | —           | —           | —           | —           | 202         | | The Great Chicago Fire: A Cold Day in Hell        |
| Number One (John Legend)                                                                                              | 2005 | —           | 86          | —           | —           | —           | —           | —           | —           | —           | 62          | | Get Lifted                                        |
| Extravaganza (Jamie Foxx)                                                                                             | 2005 | —           | 52          | —           | 44          | —           | 99          | —           | —           | —           | 43          | | Unpredictable                                     |
| Brand New (Rhymefest)                                                                                                 | 2005 | —           | —           | —           | —           | —           | —           | 30          | —           | —           | 32          | | Blue Collar                                       |
| Back Like That (Remix) (Ghostface Killah; Kanye West és Ne-Yo közreműködésével)                                       | 2006 | —           | —           | —           | —           | —           | —           | 48          | —           | —           | —           | | More Fish                                         |
| Grammy Family (DJ Khaled; Kanye West, Consequence és John Legend közreműködésével)                                    | 2006 | —           | —           | —           | —           | —           | —           | —           | —           | —           | —           | | Listennn... the Album és Don't Quit Your Day Job! |
| Number One (Pharrell)                                                                                                 | 2006 | 57          | 40          | —           | —           | —           | —           | —           | —           | —           | 31          | | In My Mind                                        |
| Wouldn't Get Far (The Game)                                                                                           | 2007 | 64          | 26          | 11          | —           | —           | —           | —           | —           | —           | —           | | Doctor's Advocate                                 |
| I Still Love H.E.R. (Teriyaki Boyz)                                                                                   | 2007 | —           | —           | —           | —           | —           | —           | —           | —           | —           | —           | | Serious Japanese                                  |
| This Ain't a Scene, It's an Arms Race (Remix) (Fall Out Boy)                                                          | 2007 | —           | —           | —           | —           | —           | —           | —           | —           | —           | —           | | nem jelent meg albumon                            |
| Because of You (Remix) (Ne-Yo)                                                                                        | 2007 | —           | —           | —           | —           | —           | —           | —           | —           | —           | —           | | nem jelent meg albumon                            |
| Buy U a Drank (Shawty Snappin') (Remix) (T-Pain)                                                                      | 2007 | —           | —           | —           | —           | —           | —           | —           | —           | —           | —           | | nem jelent meg albumon                            |
| Anything (Patti LaBelle; Kanye West, Consequence és Mary Mary közreműködésével)                                       | 2007 | —           | 64          | —           | —           | —           | —           | —           | —           | —           | —           | | The Gospel According to Patti LaBelle             |
| Pro Nails (Kid Sister)                                                                                                | 2007 | —           | —           | —           | —           | —           | —           | —           | —           | —           | —           | | Ultraviolet                                       |
| Finer Things (DJ Felli Fel; Kanye West, Jermaine Dupri, Fabolous és Ne-Yo közreműködésével)                           | 2008 | —           | 80          | 8           | —           | —           | —           | —           | —           | —           | —           | | nem jelent meg albumon                            |
| American Boy (Estelle)                                                                                                | 2008 | 9           | 55          | —           | 3           | 9           | 5           | 2           | 5           | 5           | 1           | - RIAA: 2× Platina - ARIA: Platina - BEA: Arany - BPI: 2x Platina - BVMI: Arany - IFPI Denmark: Platina - RMNZ: Arany | Shine                                             |
| Lollipop (Remix) (Lil Wayne; Kanye West és Static Major közreműködésével)                                             | 2008 | —           | —           | —           | —           | —           | —           | —           | —           | —           | —           | | Tha Carter III                                    |
| Put On (Young Jeezy)                                                                                                  | 2008 | 12          | 3           | 1           | —           | 46          | —           | —           | —           | —           | —           | - RIAA: 3× Platina | The Recession                                     |
| Everybody (Fonzworth Bentley; Kanye West és André 3000 közreműködésével)                                              | 2008 | —           | —           | —           | —           | —           | —           | —           | —           | —           | —           | | C.O.L.O.U.R.S.                                    |
| Plastic (Really Doe)                                                                                                  | 2008 | —           | —           | —           | —           | —           | —           | —           | —           | —           | —           | | First Impressions                                 |
| Stay Up! (Viagra) (88-Keys)                                                                                           | 2008 | —           | —           | —           | —           | —           | —           | —           | —           | —           | —           | | The Death of Adam                                 |
| Swagga Like Us (Jay-Z és T.I.; Kanye West és Lil Wayne közreműködésével)                                              | 2008 | 5           | 11          | 4           | —           | 19          | —           | —           | —           | —           | 33          | - RIAA: Platina - MC: Arany                                                                                           | Paper Trail                                       |
| Go Hard (DJ Khaled; Kanye West és T-Pain közreműködésével)                                                            | 2008 | 69          | 53          | 19          | —           | —           | —           | —           | —           | —           | —           | | We Global                                         |
| What It Is (Sophia Fresh)                                                                                             | 2008 | —           | —           | —           | —           | —           | —           | —           | —           | —           | —           | | So Phreakin' Fresh                                |
| The Big Screen (GLC)                                                                                                  | 2009 | —           | —           | —           | —           | —           | —           | —           | —           | —           | —           | | nem jelent meg albumon                            |
| Knock You Down (Keri Hilson; Kanye West és Ne-Yo közreműködésével)                                                    | 2009 | 3           | 1           | —           | 24          | 9           | 30          | 2           | 1           | —           | 5           | - RIAA: 2× Platina - ARIA: Arany - BPI: Platina - RMNZ: Arany                                                         | In a Perfect World…                               |
| Kinda Like a Big Deal (Clipse)                                                                                        | 2009 | —           | —           | —           | —           | —           | —           | —           | —           | —           | —           | | Til the Casket Drops                              |
| Walkin' on the Moon (The-Dream)                                                                                       | 2009 | 87          | 38          | —           | —           | —           | —           | —           | —           | —           | —           | | Love vs. Money                                    |
| Gifted (N.A.S.A.; Kanye West, Santigold és Lykke Li közreműködésével)                                                 | 2009 | —           | —           | —           | —           | —           | —           | —           | —           | —           | —           | | The Spirit of Apollo                              |
| Supernova (Mr Hudson)                                                                                                 | 2009 | —           | —           | —           | —           | —           | 47          | 2           | —           | —           | 2           | - BPI: Arany | Straight No Chaser                                |
| Maybach Music 2 (Rick Ross; T-Pain, Kanye West és Lil Wayne közreműködésével)                                         | 2009 | 92          | 54          | —           | —           | —           | —           | —           | —           | —           | —           | | Deeper Than Rap                                   |
| Make Her Say (Kid Cudi; Kanye West és Common közreműködésével)                                                        | 2009 | 43          | 39          | 11          | 62          | 78          | 85          | —           | 35          | —           | 67          | | Man on the Moon: The End of Day                   |
| Digital Girl (Remix) (Jamie Foxx; Kanye West, The-Dream és Drake közreműködésével)                                    | 2009 | 92          | 38          | —           | —           | —           | —           | —           | —           | —           | —           | | Intuition                                         |
| Run This Town (Jay-Z; Kanye West és Rihanna közreműködésével)                                                         | 2009 | 2           | 3           | 1           | 9           | 6           | 18          | 3           | 9           | 9           | 1           | - RIAA: 2× Platina - ARIA: Platina - BPI: Platina - RMNZ: Arany                                                       | The Blueprint 3                                   |
| Whatever U Want (Consequence; Kanye West és John Legend közreműködésével)                                             | 2009 | —           | —           | —           | —           | —           | —           | —           | —           | —           | —           | | nem jelent meg albumon                            |
| Live Fast, Die Young (Rick Ross)                                                                                      | 2010 | —           | 89          | —           | —           | —           | —           | —           | —           | —           | —           | | Teflon Don                                        |
| Erase Me (Kid Cudi)                                                                                                   | 2010 | 22          | —           | —           | 50          | 12          | —           | 49          | 22          | —           | 58          | - RIAA: 2x Platina | Man on the Moon II: The Legend of Mr. Rager       |
| Alors on danse (Remix) (Stromae; Kanye West és Gilbere Forte közreműködésével)                                        | 2010 | —           | —           | —           | 79          | —           | —           | —           | —           | —           | —           | | nem jelent meg albumon                            |
| Deuces (Remix) (Chris Brown; Drake, Kanye West és André 3000 közreműködésével)                                        | 2010 | —           | —           | —           | —           | —           | —           | —           | —           | —           | —           | | nem jelent meg albumon                            |
| Ayyy Girl (JYJ; Kanye West és Malik Yusef közreműködésével)                                                           | 2010 | —           | —           | —           | —           | —           | —           | —           | —           | —           | —           | | The Beginning                                     |
| In for the Kill (Remix) (La Roux)                                                                                     | 2010 | —           | —           | —           | —           | —           | —           | —           | —           | —           | —           | | nem jelent meg albumon                            |
| Start It Up (Lloyd Banks; Kanye West , Ryan Leslie, Swizz Beatz és Fabolous közreműködésével)                         | 2010 | —           | 52          | 20          | —           | —           | —           | —           | —           | —           | —           | | H.F.M. 2 (Hunger for More 2)                      |
| Hurricane 2.0 (Thirty Seconds to Mars)                                                                                | 2010 | —           | —           | —           | 67          | —           | 45          | —           | —           | —           | 193         | | This Is War                                       |
| E.T. (Katy Perry) | 2011 | 1           | 83          | —           | 5           | 1           | 9           | 5           | —           | —           | 3           | - RIAA: 8× Platina - ARIA: 3× Platina - BPI: Platina - BVMI: Arany - MC: 3× Platina                                   | Teenage Dream: The Complete Confection            |
| Marvin & Chardonnay (Big Sean; Kanye West és Roscoe Dash közreműködésével)                                            | 2011 | 32          | 1           | 4           | —           | —           | —           | —           | —           | —           | —           | - RIAA: Platina | Finally Famous                                    |
| Amen (Pusha T featuring Young Jeezy és Kanye West közreműködésével)                                                   | 2011 | —           | —           | —           | —           | —           | —           | —           | —           | —           | —           | | Fear of God II: Let Us Pray                       |
| I Wish You Would (DJ Khaled; Kanye West és Rick Ross közreműködésével)                                                | 2012 | 78          | 37          | 19          | —           | —           | —           | —           | —           | —           | —           | | Kiss the Ring                                     |
| Pride N Joy (Fat Joe; Kanye West, Miguel, Jadakiss, Mos Def, DJ Khaled, Roscoe Dash és Busta Rhymes közreműködésével) | 2012 | —           | 81          | —           | —           | —           | —           | —           | —           | —           | —           | | nem jelent meg albumon                            |
| Birthday Song (2 Chainz)                                                                                              | 2012 | 47          | 10          | 7           | —           | —           | —           | —           | —           | —           | —           | - RIAA: 2× Platina | Based on a T.R.U. Story                           |
| Another You (The World Famous Tony Williams)                                                                          | 2012 | —           | —           | —           | —           | —           | —           | —           | —           | —           | —           | | King or the Fool                                  |
| Diamonds (Remix) (Rihanna)                                                                                            | 2012 | —           | —           | —           | —           | —           | —           | —           | —           | —           | —           | | nem jelent meg albumon                            |
| Scape Goat (The Fix) (D'banj)                                                                                         | 2013 | —           | —           | —           | —           | —           | —           | —           | —           | —           | —           | | D'Kings Men                                       |
| Thank You (Busta Rhymes; Kanye West, Lil Wayne és Q-Tip közreműködésével)                                             | 2013 | —           | —           | —           | 52          | —           | —           | 87          | —           | —           | 13          | - BPI: Ezüst | E.L.E.2 (Extinction Level Event 2)                |
| I Won (Future) | 2014 | 98          | 26          | 17          | —           | —           | —           | —           | —           | —           | 169         | - RIAA: Platina | Honest                                            |
| Nobody (Chief Keef)                                                                                                   | 2014 | —           | —           | —           | —           | —           | —           | —           | —           | —           | —           | | Nobody                                            |
| Blessings (Big Sean; Drake és Kanye West közreműködésével)                                                            | 2015 | 28          | 10          | 5           | —           | 77          | —           | —           | —           | —           | 139         | - RIAA: 3x Platina - BPI: Ezüst                                                                                       | Dark Sky Paradise                                 |
| U Mad (Vic Mensa) | 2015 | —           | —           | —           | —           | —           | —           | —           | —           | —           | —           | - RIAA: Arany | nem jelent meg albumon                            |
| One Man Can Change the World (Big Sean; Kanye West és John Legend közreműködésével)                                   | 2015 | 82          | 27          | 21          | —           | —           | —           | —           | —           | —           | —           | - RIAA: Platina | Dark Sky Paradise                                 |
| Pop Style (Drake; Kanye West és Jay-Z; The Throne néven)                                                              | 2016 | 16          | 4           | 3           | 44          | 20          | —           | 92          | —           | —           | 33          | - RIAA: 2× Platina - BPI: Ezüst                                                                                       | Views                                             |
| That Part (Schoolboy Q)                                                                                               | 2016 | 40          | 13          | 8           | —           | 51          | —           | —           | —           | —           | —           | - RIAA: 2× Platina | Blank Face LP                                     |
| Figure It Out (French Montana; Kanye West és Nas közreműködésével)                                                    | 2016 | —           | —           | —           | —           | —           | —           | —           | —           | —           | —           | | MC4                                               |
| Ballin (Juicy J) | 2016 | —           | —           | —           | —           | —           | —           | —           | —           | —           | —           | | nem jelent meg albumon                            |
| Tiimmy Turner (Remix) (Desiigner)                                                                                     | 2016 | —           | —           | —           | —           | —           | —           | —           | —           | —           | —           | | nem jelent meg albumon                            |
| Castro (Yo Gotti; Kanye West, Big Sean, 2 Chainz és Quavo közreműködésével)                                           | 2016 | —           | —           | —           | —           | —           | —           | —           | —           | —           | —           | | White Friday (CM9)                                |
| Feel Me (Tyga) | 2017 | —           | 48          | —           | —           | 90          | —           | —           | —           | —           | —           | | BitchImTheShit2                                   |
| Love Yourself (Mary J. Blige)                                                                                         | 2017 | —           | —           | —           | —           | —           | —           | —           | —           | —           | —           | | Strength of a Woman                               |
| Glow (Drake) | 2017 | 54          | 30          | —           | —           | 37          | —           | 65          | —           | —           | 55          | | More Life                                         |
| Watch (Travis Scott; Lil Uzi Vert és Kanye West közreműködésével)                                                     | 2018 | 16          | 9           | 8           | 65          | 24          | —           | —           | —           | 62          | 53          | - RIAA: Platina | nem jelent meg albumon                            |
| What Would Meek Do? (Pusha T)                                                                                         | 2018 | 75          | 37          | —           | —           | 84          | —           | —           | —           | —           | 100         | | Daytona                                           |
| Take Me to the Light (Francis and the Lights; Bon Iver és Kanye West közreműködésével)                                | 2019 | —           | —           | —           | —           | —           | —           | —           | —           | —           | —           | | Take Me to the Light                              |
| Ego Death (Ty Dolla Sign; Kanye West , FKA twigs és Skrillex közreműködésével)                                        | 2020 | —           | —           | —           | 68          | 69          | 92          | 41          | —           | 95          | 34          | | Featuring Ty Dolla Sign                           |
| Smack DVD (Saint Jhn)                                                                                                 | 2020 | —           | —           | —           | —           | —           | —           | —           | —           | —           | —           | | While The World Was Burning                       |

### További közreműködések
| Cím                                                            | Év   | Slágerlista | Slágerlista | Slágerlista | Slágerlista | Slágerlista | Slágerlista | Slágerlista | Slágerlista | Slágerlista | Slágerlista | Album                  |
| Cím                                                            | Év   | US          | US R&B      | US Rap      | AUS         | CAN         | GER         | IRL         | NZ          | SWI         | UK          | Album                  |
| -------------------------------------------------------------- | ---- | ----------- | ----------- | ----------- | ----------- | ----------- | ----------- | ----------- | ----------- | ----------- | ----------- | ---------------------- |
| We Are the World 25 for Haiti (az Artists for Haiti tagjaként) | 2010 | 2           | —           | —           | 18          | 7           | —           | 9           | 8           | —           | 50          | Nem jelent meg albumon |

### Promocionális kislemezek
| Cím                                                     | Év   | Slágerlista | Slágerlista | Slágerlista    | Slágerlista | Slágerlista | Minősítések                  | Album                  |
| Cím                                                     | Év   | US          | US R&B      | US R&B Airplay | UK          | UK R&B      | Minősítések                  | Album                  |
| ------------------------------------------------------- | ---- | ----------- | ----------- | -------------- | ----------- | ----------- | ---------------------------- | ---------------------- |
| Facts                                                   | 2015 | —           | —           | 50             | —           | —           |                              | Nem jelent meg albumon |
| Real Friends (Ty Dolla Sign közreműködésével)           | 2016 | 92          | 34          | 36             | 78          | 21          | - RIAA: Platina - BPI: Ezüst | The Life of Pablo      |
| No More Parties in LA (Kendrick Lamar közreműködésével) | 2016 | —           | —           | —              | 133         | 39          | - RIAA: Arany                | The Life of Pablo      |
| 30 Hours                                                | 2016 | —           | —           | —              | 143         | —           | - RIAA: Arany                | The Life of Pablo      |

## További slágerlistákon szereplő vagy minősített dalok
| Cím                                                                                             | Év   | Slágerlista | Slágerlista | Slágerlista | Slágerlista | Slágerlista | Slágerlista | Slágerlista | Slágerlista | Slágerlista | Slágerlista | Minősítések                                    | Album                                            |
| Cím                                                                                             | Év   | US          | US R&B      | US Rap      | AUS         | CAN         | FRA         | IRL         | NZ          | UK          | UK R&B      | Minősítések                                    | Album                                            |
| ----------------------------------------------------------------------------------------------- | ---- | ----------- | ----------- | ----------- | ----------- | ----------- | ----------- | ----------- | ----------- | ----------- | ----------- | ---------------------------------------------- | ------------------------------------------------ |
| The Bounce (Jay-Z, Kanye West közreműködésével)                                                 | 2002 | —           | —           | —           | —           | —           | —           | —           | —           | —           | —           |                                                | The Blueprint 2: The Gift & The Curse            |
| Champions (Dame Dash, Beanie Sigel, Cam'ron, Young Chris és Twista közreműködésével)            | 2002 | —           | —           | —           | —           | —           | —           | —           | —           | —           | —           |                                                | Paid in Full filmzene                            |
| My Baby (Janet Jackson, Kanye West közreműködésével)                                            | 2004 | —           | —           | —           | —           | —           | —           | —           | —           | —           | —           |                                                | Damita Jo                                        |
| Gone (Cam'ron, Consequence közreműködésével)                                                    | 2005 | 18          | 6           | 4           | —           | —           | 168         | —           | —           | —           | —           |                                                | Late Registration                                |
| Hey Mama                                                                                        | 2005 | —           | —           | —           | —           | —           | —           | —           | —           | —           | —           | - RIAA: Arany                                  | Late Registration                                |
| Like This (DJ Clue?, Kanye West és Fabolous közreműködésével)                                   | 2006 | —           | —           | —           | —           | —           | —           | —           | —           | —           | —           |                                                | The Professional 3                               |
| Champion                                                                                        | 2007 | —           | 99          | —           | —           | —           | —           | —           | —           | —           | —           | - RIAA: Platina                                | Graduation                                       |
| Big Brother                                                                                     | 2007 | —           | —           | —           | —           | —           | —           | —           | —           | —           | —           |                                                | Graduation                                       |
| Barry Bonds (Lil Wayne közreműködésével)                                                        | 2007 | —           | —           | —           | —           | —           | —           | —           | —           | —           | —           |                                                | Graduation                                       |
| I Wonder                                                                                        | 2007 | —           | —           | —           | —           | —           | —           | —           | —           | —           | —           | - RIAA: Arany                                  | Graduation                                       |
| Everything I Am                                                                                 | 2007 | —           | —           | —           | —           | —           | —           | —           | —           | —           | —           | - RIAA: Arany                                  | Graduation                                       |
| Billie Jean 2008 (Michael Jackson közreműködésével)                                             | 2008 | —           | —           | —           | —           | —           | —           | —           | —           | 183         | —           |                                                | Thriller 25                                      |
| Beat Goes On (Madonna, Kanye West közreműködésével)                                             | 2008 | —           | —           | —           | —           | 82          | —           | —           | —           | 189         | —           |                                                | Hard Candy                                       |
| It's Over (John Legend, Kanye West közreműködésével)                                            | 2008 | —           | —           | —           | —           | —           | —           | —           | —           | —           | —           |                                                | Evolver                                          |
| Therapy (T-Pain, Kanye West közreműködésével)                                                   | 2008 | —           | —           | —           | —           | —           | —           | —           | —           | —           | —           |                                                | Three Ringz                                      |
| See You in My Nightmares (Lil Wayne közreműködésével)                                           | 2008 | 21          | —           | —           | —           | 22          | —           | —           | —           | 111         | —           | - RIAA: Arany                                  | 808s & Heartbreak                                |
| Welcome to Heartbreak (Kid Cudi közreműködésével)                                               | 2008 | —           | —           | —           | —           | —           | —           | —           | —           | 112         | 27          | - RIAA: Arany                                  | 808s & Heartbreak                                |
| Ego (Remix) (Beyoncé, Kanye West közreműködésével)                                              | 2009 | —           | —           | —           | —           | —           | —           | —           | —           | 153         | —           |                                                | Above and Beyoncé:Video Collection & Dance Mixes |
| Dark Fantasy                                                                                    | 2010 | 60          | —           | —           | —           | 67          | —           | —           | —           | —           | —           | - RIAA: Arany                                  | My Beautiful Dark Twisted Fantasy                |
| Gorgeous (Kid Cudi és Raekwon közreműködésével)                                                 | 2010 | —           | —           | —           | —           | —           | —           | —           | —           | —           | —           | - RIAA: Arany                                  | My Beautiful Dark Twisted Fantasy                |
| See Me Now (Beyoncé, Big Sean és Charlie Wilson közreműködésével)                               | 2010 | —           | —           | —           | —           | —           | —           | —           | —           | —           | —           |                                                | My Beautiful Dark Twisted Fantasy                |
| So Appalled (Jay-Z, Pusha T, Cyhi the Prynce, Swizz Beatz és RZA közreműködésével)              | 2010 | —           | —           | —           | —           | —           | —           | —           | —           | —           | —           |                                                | My Beautiful Dark Twisted Fantasy                |
| Devil in a New Dress                                                                            | 2010 | —           | —           | —           | —           | —           | —           | —           | —           | —           | —           | - RIAA: Arany                                  | My Beautiful Dark Twisted Fantasy                |
| Blame Game (John Legend közreműködésével)                                                       | 2010 | —           | —           | —           | —           | —           | —           | —           | —           | —           | —           | - RIAA: Arany                                  | My Beautiful Dark Twisted Fantasy                |
| Lost in the World (Bon Iver közreműködésével)                                                   | 2010 | —           | —           | —           | —           | —           | —           | —           | —           | —           | —           | - RIAA: Arany                                  | My Beautiful Dark Twisted Fantasy                |
| Blazin' (Nicki Minaj, Kanye West közreműködésével)                                              | 2010 | —           | —           | —           | —           | —           | —           | —           | —           | —           | —           |                                                | Pink Friday                                      |
| Welcome to the World (T.I., Kanye West és Kid Cudi közreműködésével)                            | 2010 | —           | —           | —           | —           | —           | —           | —           | —           | —           | —           |                                                | No Mercy                                         |
| Who Gon Stop Me (Jay-Z közreműködésével)                                                        | 2011 | 44          | —           | —           | —           | 60          | —           | —           | —           | —           | —           | - RIAA: Arany                                  | Watch the Throne                                 |
| Illest Motherfucker Alive (Jay-Z közreműködésével)                                              | 2011 | —           | —           | —           | —           | —           | —           | —           | —           | —           | —           |                                                | Watch the Throne                                 |
| Welcome to the Jungle (Jay-Z közreműködésével)                                                  | 2011 | —           | —           | —           | —           | —           | —           | —           | —           | —           | —           |                                                | Watch the Throne                                 |
| To the World (R. Kelly közreműködésével)                                                        | 2012 | 70          | 35          | 24          | —           | 92          | 161         | —           | —           | 94          | 17          |                                                | Cruel Summer                                     |
| The One (Big Sean, 2 Chainz és Marsha Ambrosius közreműködésével)                               | 2012 | —           | —           | —           | —           | —           | —           | —           | —           | —           | —           |                                                | Cruel Summer                                     |
| Don't Like.1 (Chief Keef, Pusha T, Big Sean és Jadakiss közreműködésével)                       | 2012 | —           | —           | —           | —           | —           | —           | —           | —           | —           | —           | - RIAA: Arany                                  | Cruel Summer                                     |
| New Slaves                                                                                      | 2013 | 56          | 17          | 13          | —           | 99          | 152         | —           | —           | 97          | 20          | - RIAA: Arany                                  | Yeezus                                           |
| Blood on the Leaves                                                                             | 2013 | 89          | 27          | 21          | —           | —           | 131         | —           | —           | 174         | 38          | - RIAA: Platina                                | Yeezus                                           |
| Hold My Liquor                                                                                  | 2013 | —           | 32          | —           | —           | —           | —           | —           | —           | —           | —           | - RIAA: Arany                                  | Yeezus                                           |
| I Am a God (Isten közreműködésével)                                                             | 2013 | —           | 37          | —           | —           | —           | —           | —           | —           | —           | —           |                                                | Yeezus                                           |
| On Sight                                                                                        | 2013 | —           | 38          | —           | —           | —           | —           | —           | —           | —           | —           |                                                | Yeezus                                           |
| I'm In It                                                                                       | 2013 | —           | 43          | —           | —           | —           | —           | —           | —           | —           | —           |                                                | Yeezus                                           |
| Send It Up                                                                                      | 2013 | —           | 50          | —           | —           | —           | —           | —           | —           | —           | —           |                                                | Yeezus                                           |
| Guilt Trip                                                                                      | 2013 | —           | —           | —           | —           | —           | —           | —           | —           | —           | —           |                                                | Yeezus                                           |
| Sanctified (Rick Ross, Kanye West és Big Sean közreműködésével)                                 | 2014 | 78          | 23          | 11          | —           | 99          | —           | —           | —           | 133         | 25          |                                                | Mastermind                                       |
| Drunk in Love (Remix) (Beyoncé, Jay-Z és Kanye West közreműködésével)                           | 2014 | —           | —           | —           | —           | —           | —           | —           | —           | —           | —           |                                                | Beyoncé: Platina Edition                         |
| All Your Fault (Big Sean, Kanye West közreműködésével)                                          | 2015 | 80          | 28          | 18          | —           | —           | —           | —           | —           | —           | —           | - RIAA: Arany                                  | Dark Sky Paradise                                |
| Smuckers (Tyler, the Creator, Kanye West és Lil Wayne közreműködésével)                         | 2015 | —           | —           | —           | —           | —           | —           | —           | —           | —           | —           |                                                | Cherry Bomb                                      |
| Jukebox Joints (ASAP Rocky, Kanye West és Joe Fox közreműködésével)                             | 2015 | —           | —           | —           | —           | —           | —           | —           | —           | —           | —           |                                                | At. Long. Last. ASAP                             |
| Ultralight Beam                                                                                 | 2016 | 67          | 22          | 16          | —           | 88          | —           | 78          | —           | 63          | 15          | - RIAA: 2× Platina - BPI: Ezüst                | The Life of Pablo                                |
| Waves                                                                                           | 2016 | 71          | 24          | 17          | —           | 86          | —           | 95          | —           | 77          | 20          | - RIAA: 2× Platina - BPI: Ezüst                | The Life of Pablo                                |
| FML                                                                                             | 2016 | 84          | 30          | 22          | —           | 97          | —           | —           | —           | 84          | 23          | - RIAA: Platina - BPI: Ezüst - IFPI DEN: Arany | The Life of Pablo                                |
| Feedback                                                                                        | 2016 | 99          | 36          | —           | —           | —           | —           | —           | —           | 92          | 27          | - RIAA: Arany                                  | The Life of Pablo                                |
| Wolves                                                                                          | 2016 | —           | 39          | —           | —           | —           | —           | —           | —           | 88          | 25          | - RIAA: Platina - BPI: Ezüst                   | The Life of Pablo                                |
| Highlights                                                                                      | 2016 | —           | 41          | —           | —           | —           | —           | —           | —           | 108         | 31          | - RIAA: Arany                                  | The Life of Pablo                                |
| Freestyle 4                                                                                     | 2016 | —           | 43          | —           | —           | —           | —           | —           | —           | 132         | 38          | - RIAA: Arany                                  | The Life of Pablo                                |
| I Love Kanye                                                                                    | 2016 | —           | 48          | —           | —           | —           | —           | —           | —           | 123         | 35          | - RIAA: Arany                                  | The Life of Pablo                                |
| Low Lights                                                                                      | 2016 | —           | —           | —           | —           | —           | —           | —           | —           | 134         | 40          |                                                | The Life of Pablo                                |
| Facts (Charlie Heat Version)                                                                    | 2016 | —           | —           | —           | —           | —           | —           | —           | —           | 151         | —           | - RIAA: Arany                                  | The Life of Pablo                                |
| Frank's Track                                                                                   | 2016 | —           | —           | —           | —           | —           | —           | —           | —           | 168         | —           |                                                | The Life of Pablo                                |
| Saint Pablo                                                                                     | 2016 | —           | —           | —           | —           | —           | —           | —           | —           | —           | —           | - RIAA: Arany                                  | The Life of Pablo                                |
| All We Got (Chance the Rapper, Kanye West és a Chicagói Gyermekkórus közreműködésével)          | 2016 | —           | 45          | —           | —           | —           | —           | —           | —           | —           | —           |                                                | Coloring Book                                    |
| Pussy Print (Gucci Mane, Kanye West közreműködésével)                                           | 2016 | 89          | 31          | 25          | —           | —           | —           | —           | —           | —           | —           |                                                | Everybody Looking                                |
| Ghost Town                                                                                      | 2018 | 16          | 11          | —           | 22          | 21          | 146         | 24          | 14          | 17          | 23          | - RIAA: Platina                                | Ye                                               |
| Wouldn't Leave                                                                                  | 2018 | 24          | 14          | 12          | 33          | 24          | 153         | 27          | 21          | —           | 8           | - RIAA: Arany                                  | Ye                                               |
| Violent Crimes                                                                                  | 2018 | 27          | 16          | 14          | 40          | 30          | 167         | 33          | —           | —           | —           | - RIAA: Arany                                  | Ye                                               |
| I Thought About Killing You                                                                     | 2018 | 28          | 17          | 15          | 41          | 28          | 125         | 34          | —           | —           | 9           | - RIAA: Arany                                  | Ye                                               |
| No Mistakes                                                                                     | 2018 | 36          | 21          | 19          | 46          | 27          | 195         | 38          | —           | —           | —           | - RIAA: Arany                                  | Ye                                               |
| Reborn (Kid Cudival, Kids See Ghosts néven)                                                     | 2018 | 39          | 18          | 16          | 55          | 30          | 165         | 48          | —           | 48          | 27          | - RIAA: Platina                                | Kids See Ghosts                                  |
| 4th Dimension (Kid Cudival, Kids See Ghosts néven, Louis Prima közreműködésével)                | 2018 | 42          | 21          | 19          | 46          | 27          | —           | 49          | —           | 46          | 25          | - RIAA: Arany                                  | Kids See Ghosts                                  |
| Feel the Love (Kid Cudival, Kids See Ghosts néven, Pusha T közreműködésével)                    | 2018 | 47          | 24          | 21          | 57          | 35          | 185         | 50          | —           | 47          | 26          | - RIAA: Arany                                  | Kids See Ghosts                                  |
| Freeee (Ghost Town, Pt. 2) (Kid Cudival, Kids See Ghosts néven, Ty Dolla Sign közreműködésével) | 2018 | 62          | 30          | 25          | 72          | 58          | —           | 66          | —           | —           | —           |                                                | Kids See Ghosts                                  |
| Fire (Kid Cudival, Kids See Ghosts néven)                                                       | 2018 | 67          | 32          | —           | 69          | 49          | —           | 58          | —           | —           | 36          |                                                | Kids See Ghosts                                  |
| Cudi Montage (Kid Cudival, Kids See Ghosts néven)                                               | 2018 | 69          | 34          | —           | 89          | 61          | —           | 67          | —           | —           | —           |                                                | Kids See Ghosts                                  |
| Kids See Ghosts (Kid Cudival, Kids See Ghosts néven, Yasiin Bey közreműködésével)               | 2018 | 73          | 37          | —           | 84          | 53          | —           | 64          | —           | —           | 39          |                                                | Kids See Ghosts                                  |
| Cops Shot the Kid (Nas, Kanye West közreműködésével)                                            | 2018 | 96          | 49          | —           | —           | —           | —           | —           | —           | 97          | —           |                                                | Nasir                                            |
| Mama (6ix9ine, Kanye West és Nicki Minaj közreműködésével)                                      | 2018 | 43          | 18          | 17          | 22          | 16          | 72          | 80          | 29          | 29          | 8           | - RIAA: Arany                                  | Dummy Boy                                        |
| Kanga (6ix9ine, Kanye West közreműködésével)                                                    | 2018 | —           | —           | —           | —           | 76          | —           | —           | —           | —           | —           |                                                | Dummy Boy                                        |
| One Minute (XXXTentacion, Kanye West és Travis Barker közreműködésével)                         | 2018 | 62          | —           | 23          | —           | 69          | —           | —           | —           | —           | 30          |                                                | Skins                                            |
| Mixed Personalities (YNW Melly, Kanye West közreműködésével)                                    | 2019 | 42          | 19          | 17          | —           | 51          | —           | —           | —           | 100         | —           | - RIAA: 2× Platina                             | We All Shine                                     |
| Selah                                                                                           | 2019 | 19          | 10          | 7           | 18          | 19          | 80          | 21          | 24          | 19          | 12          |                                                | Jesus Is King                                    |
| On God                                                                                          | 2019 | 23          | 12          | 9           | 21          | 21          | 89          | —           | —           | —           | 17          |                                                | Jesus Is King                                    |
| Everything We Need (Ty Dolla Sign és Ant Clemons közreműködésével)                              | 2019 | 33          | 17          | 14          | 26          | 30          | 103         | —           | 27          | —           | 19          |                                                | Jesus Is King                                    |
| God Is                                                                                          | 2019 | 36          | —           | —           | 39          | 40          | 138         | —           | —           | —           | 27          |                                                | Jesus Is King                                    |
| Use This Gospel (Clipse és Kenny G közreműködésével)                                            | 2019 | 37          | 20          | 16          | 36          | 34          | 143         | —           | —           | —           | 22          |                                                | Jesus Is King                                    |
| Every Hour (a Sunday Service Choir közreműködésével)                                            | 2019 | 45          | —           | —           | 33          | 57          | 131         | —           | —           | —           | 21          |                                                | Jesus Is King                                    |
| Water (Ant Clemons közreműködésével)                                                            | 2019 | 51          | 25          | 20          | 37          | 56          | 156         | —           | —           | —           | 25          |                                                | Jesus Is King                                    |
| Hands On (Fred Hammond közreműködésével)                                                        | 2019 | 60          | 29          | 24          | 46          | 63          | 178         | —           | —           | —           | 32          |                                                | Jesus Is King                                    |
| Jesus Is Lord                                                                                   | 2019 | 63          | 31          | —           | 55          | 65          | —           | —           | —           | —           | 38          |                                                | Jesus Is King                                    |
| Go2DaMoon (Playboi Carti, Kanye West közreműködésével)                                          | 2020 | 82          | 30          | —           | —           | 86          | —           | —           | 4           | —           | —           |                                                | Whole Lotta Red                                  |
| Tell the Vision(Pop Smoke, Pusha T és Kanye West közreműködésével)                              | 2021 | 49          | 16          | 12          | 47          | 19          | —           | —           | —           | 55          | —           |                                                | Faith és Donda                                   |
| Donda Chant                                                                                     | 2021 | —           | —           | —           | 57          | —           | —           | —           | —           | —           | —           |                                                | Donda                                            |
| Jail                                                                                            | 2021 | 10          | 3           | 3           | 5           | 9           | —           | 9           | 6           | 11          | 3           |                                                | Donda                                            |
| God Breathed                                                                                    | 2021 | 30          | —           | 14          | 20          | 33          | —           | —           | —           | —           | —           |                                                | Donda                                            |
| Off the Grid                                                                                    | 2021 | 11          | 4           | 4           | 9           | 7           | —           | 11          | 7           | 15          | 7           |                                                | Donda                                            |
| Praise God                                                                                      | 2021 | 20          | 10          | 9           | 13          | 17          | —           | —           | —           | —           | —           |                                                | Donda                                            |
| Jonah                                                                                           | 2021 | 27          | 14          | 12          | 19          | 28          | —           | —           | —           | —           | —           |                                                | Donda                                            |
| Ok Ok                                                                                           | 2021 | 12          | 5           | 5           | 22          | 12          | —           | —           | —           | —           | —           |                                                | Donda                                            |
| Junya                                                                                           | 2021 | 16          | 6           | 6           | 30          | 16          | —           | —           | —           | —           | —           |                                                | Donda                                            |
| Believe What I Say                                                                              | 2021 | 28          | 15          | 13          | 17          | 29          | —           | —           | —           | —           | —           |                                                | Donda                                            |
| 24                                                                                              | 2021 | 43          | —           | —           | 29          | 43          | —           | —           | —           | —           | —           |                                                | Donda                                            |
| Remote Control                                                                                  | 2021 | 40          | 20          | 16          | 34          | 39          | —           | —           | —           | —           | —           |                                                | Donda                                            |
| Moon                                                                                            | 2021 | 17          | 7           | 7           | 15          | 21          | —           | —           | 9           | —           | —           |                                                | Donda                                            |
| Heaven and Hell                                                                                 | 2021 | 42          | 21          | 17          | 24          | 37          | —           | —           | —           | —           | —           |                                                | Donda                                            |
| Donda                                                                                           | 2021 | 58          | —           | —           | 38          | 48          | —           | —           | —           | —           | —           |                                                | Donda                                            |
| Keep My Spirit Alive                                                                            | 2021 | 59          | 28          | 23          | 41          | 51          | —           | —           | —           | —           | 17          |                                                | Donda                                            |
| Jesus Lord                                                                                      | 2021 | 26          | 13          | 11          | 44          | 26          | —           | —           | —           | —           | 16          |                                                | Donda                                            |
| New Again                                                                                       | 2021 | 68          | 32          | —           | 46          | 57          | —           | —           | —           | —           | 21          |                                                | Donda                                            |
| Tell the Vision                                                                                 | 2021 | 90          | 40          | —           | 69          | 71          | —           | —           | —           | —           | 31          |                                                | Donda                                            |
| Lord I Need You                                                                                 | 2021 | 70          | 33          | —           | 54          | 61          | —           | —           | —           | —           | 24          |                                                | Donda                                            |
| Pure Souls                                                                                      | 2021 | 52          | 25          | 21          | 37          | 46          | —           | —           | —           | —           | 14          |                                                | Donda                                            |
| Come to Life                                                                                    | 2021 | 77          | —           | —           | 60          | 63          | —           | —           | —           | —           | 26          |                                                | Donda                                            |
| No Child Left Behind                                                                            | 2021 | 53          | —           | —           | 31          | 42          | —           | —           | —           | —           | —           |                                                | Donda                                            |
| Jail, Pt. 2                                                                                     | 2021 | 63          | 31          | —           | 61          | 60          | —           | —           | —           | —           | —           |                                                | Donda                                            |
| Ok Ok, Pt. 2                                                                                    | 2021 | —           | —           | —           | 76          | —           | —           | —           | —           | —           | 35          |                                                | Donda                                            |
| Junya, Pt. 2                                                                                    | 2021 | —           | —           | —           | 88          | —           | —           | —           | —           | —           | —           |                                                | Donda                                            |
| Jesus Lord, Pt. 2                                                                               | 2021 | —           | —           | —           | 94          | —           | —           | —           | —           | —           | —           |                                                | Donda                                            |

## Producerként

### Kislemezek
1999
- Joanne (Trina & Tamara)

2000
- The Truth (Beanie Sigel)

2001
- Izzo (H.O.V.A.) (Jay-Z)

2002
- B R Right (Trina, Ludacris)
- Guess Who's Back (Scarface)
- ’03 Bonnie & Clyde (Jay-Z, Beyoncé)
- Get By (Talib Kweli)

2003
- Stand Up (Ludacris, Shawnna)
- Knock Knock (Monica)
- Encore (Jay-Z)
- Through the Wire (Kanye West)
- You Don't Know My Name (Alicia Keys)
- Slow Jamz (Kanye West, Twista & Jamie Foxx)

2004
- I Want You (Janet Jackson)
- Overnight Celebrity (Twista, Kanye West)
- Talk About Our Love (Brandy, Kanye West)
- All Falls Down (Kanye West)
- Jesus Walks (Kanye West)
- Selfish (Slum Village, Kanye West & John Legend)
- The New Workout Plan (Kanye West)
- This Way (Dilated Peoples, Kanye West)
- Used to Love U (John Legend)
- I Try (Talib Kweli, Mary J. Blige)
- I Changed My Mind (Keyshia Cole)

2005
- Brand New (Rhymefest, Kanye West)
- The Corner (Common)
- Diamonds from Sierra Leone (Kanye West)
- Go (Common, Kanye West)
- Dreams (The Game)
- Gold Digger (Kanye West, Jamie Foxx)
- Testify (Common)
- Heard 'Em Say (Kanye West, Adam Levine)
- Drive Slow (Paul Wall, Kanye West & GLC)

2006
- Grammy Family (DJ Khaled, Consequence, Kanye West, & John Legend)
- Heaven (John Legend)

2007
- Wouldn't Get Far (The Game, Kanye West)
- The Game (Common)
- The People (Common)
- Can't Tell Me Nothing (Kanye West)
- Stronger (Kanye West)
- Good Life (Kanye West, T-Pain)
- Drivin' Me Wild (Common, Lily Allen)
- Flashing Lights (Kanye West, Dwele)

2008
- Homecoming (Kanye West, Chris Martin)
- Swagga Like Us (T.I. & Jay-Z, Kanye West & Lil Wayne)
- Love Lockdown (Kanye West)
- Heartless (Kanye West)
- Brooklyn Go Hard (Jay-Z, Santigold)

2009
- Amazing (Kanye West, Young Jeezy)
- Paranoid (Kanye West, Mr Hudson)
- Make Her Say (Kid Cudi, Kanye West & Common)
- Run This Town (Jay-Z, Rihanna & Kanye West)

2010
- Young Forever (Jay-Z, Mr. Hudson)
- A Star Is Born (Jay-Z, J. Cole)
- Find Your Love (Drake)
- Ayyy Girl (JYJ, Kanye West és Malik Yusef)
- Power (Kanye West)
- Runaway (Kanye West, Pusha T)
- Monster (Kanye West, Jay-Z, Rick Ross, Nicki Minaj & Bon Iver)

2011
- All of the Lights (Kanye West, Rihanna)
- Party (Beyoncé, Andre 3000 vagy J. Cole)
- Otis (Jay-Z és Kanye West, Otis Redding)
- Lift Off (Jay-Z és Kanye West, Beyoncé)
- Niggas in Paris (Jay-Z és Kanye West)
- Gotta Have It (Jay-Z és Kanye West)

2012
- New God Flow (Kanye West, Pusha T)
- Birthday Song (2 Chainz, Kanye West)
- Clique (Kanye West, Big Sean, Jay-Z)
- Pain (Pusha T, Future)

2013
- Millions (Pusha T, Rick Ross)
- Who Do We Think We Are (John Legend, Rick Ross)
- Numbers on the Boards (Pusha T)
- Made to Love (John Legend)
- Black Skinhead (Kanye West)
- Bound 2 (Kanye West)
- Sweet Serenade (Pusha T, Chris Brown)

2014
- Nosetalgia (Pusha T, Kendrick Lamar)
- 40 Mill (Tyga)
- I Don't Fuck with You (Big Sean, E-40)
- Lunch Money (Pusha T)
- Only One (Kanye West, Paul McCartney)

2015
- FourFiveSeconds (Rihanna, Kanye West & Paul McCartney)
- All Day (Kanye West, Theophilus London, Allan Kingdom & Paul McCartney)
- Bitch Better Have My Money (Rihanna)
- American Oxygen (Rihanna)
- U Mad (Vic Mensa, Kanye West)

2016
- Famous (Kanye West)
- Father Stretch My Hands (Kanye West)
- Champions (Kanye West, Gucci Mane, Big Sean, 2 Chainz, Travis Scott, Yo Gotti, Quavo & Desiigner)
- Fade (Kanye West)

2017
- Glow (Drake, Kanye West)

2018
- Accelerate (Christina Aguilera, Ty Dolla Sign és 2 Chainz)
- Ye vs. the People (Kanye West, T.I.)
- Lift Yourself (Kanye West)
- If You Know You Know (Pusha T)
- What Would Meek Do? (Pusha T, Kanye West)
- Yikes (Kanye West)
- All Mine (Kanye West)
- Cops Shot the Kid (Nas, Kanye West)
- XTCY (Kanye West)

2019
- Sociopath (Pusha T, Kash Doll)
- Coming Home (Pusha T, Lauryn Hill)
- Take Me to the Light (Francis and the Lights, Bon Iver és Kanye West)
- Follow God (Kanye West)
- Closed on Sunday (Kanye West)

2020
- We Got Love (Teyana Taylor, Lauryn Hill)
- Made It (Teyana Taylor)
- Wash Us in the Blood (Kanye West, Travis Scott)

2021
- Industry Baby (Lil Nas X, Jack Harlow közreműködésével)
- A Wise Tale (Abstract Mindstate)

### Albumok
| Év   | Előadó                            | Album                                                      | Dalok | Kiadó                                                               |
| ---- | --------------------------------- | ---------------------------------------------------------- | --- | ------------------------------------------------------------------- |
| 1996 | Grav                              | Down to Earth                                              | - 03. World Domination 1 - 05. Sick Thoughts - 06. City to City (közreműködő előadók: Al Tariq & Lil Ray) - 07. Thought It Was On - 08. Line For Line (közreműködő előadók: Kanye West) - 10. Keep Movin' - 12. One Puff - 13. Down to Earth | Correct Records                                                     |
| 1998 | Jermaine Dupri                    | Life in 1472                                               | - 01. Turn It Out (közreműködő előadók: Nas) | So So Def Recordings                                                |
| 1999 | Harlem World                      | The Movement                                               | - 02. You Made Me (közreműködő előadók: Nas & Carl Thomas) - 03. Minute Man (közreműködő előadók: Nauty) - 08. 100 Shiesty's (közreműködő előadók: Drag-On) | So So Def Recordings                                                |
| 1999 | The Madd Rapper                   | Tell 'Em Why U Madd                                        | - 04. You're All Alone (közreműködő előadók: Picasso Black) (további producerek: Deric D-Dot Angelettie) - 05. That's What's Happenin' (közreműködő előadók: Tracey Lee & the Leonards, Ma$e) (további producerek: Deric D-Dot Angelettie) - 09. Stir Crazy (közreműködő előadók: Eminem) - 11. Ghetto (közreműködő előadók: Raekwon, Carl Thomas) (további producerek: Deric D-Dot Angelettie) - 15. Too Many Ho's (közreműködő előadók: Jermaine Dupri, Lil' Cease) (további producerek: Deric D-Dot Angelettie) - 17. Not the One (további producerek: No I.D.) | Columbia Records Crazy Cat Catalogue                                |
| 1999 | Trina & Tamara                    | Trina & Tamara                                             | - 03. Joanne (további producerek: Deric D-Dot Angelettie) | Columbia Records                                                    |
| 1999 | Goodie Mob                        | World Party                                                | - 09. Rebuilding (további producerek: Deric D-Dot Angelettie) | LaFace Records                                                      |
| 1999 | Infamous Syndicate                | Changing The Game                                          | - 06. What You Do to Me (közreműködő előadók: Kanye West) - 08. Clock Strikes 12 (közreműködő előadók: Fatal) - 13. City of Hustlas | Relativity Records                                                  |
| 1999 | Made Men                          | Classic Limited Edition                                    | - 02. Just You And I (további producerek: Deric D-Dot Angelettie) - 15. Is It You? (Deja Vu) (Remix) (közreműködő előadók: Big Pun, Cardan, Mase) (további producerek: Deric D-Dot Angelettie) | Restless Records                                                    |
| 1999 | Foxy Brown                        | Chyna Doll                                                 | - 03. My Life (további producerek: Deric D-Dot Angelettie) | Def Jam Recordings                                                  |
| 2000 | Beanie Sigel                      | The Truth                                                  | - 01. The Truth | Roc-A-Fella Records                                                 |
| 2000 | Jagged Edge                       | Let's Get Married (Maxi Single)                            | - 01. Let's Get Married (Reception Remix) | So So Def Recordings                                                |
| 2000 | Dead Prez                         | Let's Get Free                                             | - 16. It's Bigger Than Hip-Hop | Relativity Records                                                  |
| 2000 | Lil' Kim                          | The Notorious KIM                                          | - 12. Don't Mess With Me (további producerek: Deric D-Dot Angelettie) | Atlantic Records                                                    |
| 2000 | Jay-Z                             | The Dynasty: Roc La Familia                                | - 05. This Can’t Be Life (közreműködő előadók: Beanie Sigel & Scarface) | - Def Jam Recordings - Roc-A-Fella Records                          |
| 2000 | Da Brat                           | Unrestricted                                               | - 17. Chi Town | So So Def Recordings                                                |
| 2001 | Beanie Sigel                      | The Reason                                                 | - 01. Nothing Like It - 10. Gangsta, Gangsta (közreműködő előadók: Kurupt) | - Def Jam Recordings - Roc-A-Fella Records                          |
| 2001 | Jay-Z                             | The Blueprint                                              | - 02. Takeover - 03. Izzo (H.O.V.A.) - 08. Heart of the City (Ain't No Love) - 09. Never Change - 15. Girls, Girls, Girls (Part 2) (bónuszdal) | - Def Jam Recordings - Roc-A-Fella Records                          |
| 2001 | Abstract Mindstate the M.O.D.     | We Paid Let Us In!                                         | - 07. Pain (közreműködő előadók: Trizonna) | C.R.E.A.M. Entertainment                                            |
| 2002 | State Property                    | State Property                                             | - 11. Got Nowhere (Beanie Sigel & Freeway) | Roc-A-Fella Records                                                 |
| 2002 | Cam'ron                           | Come Home With Me                                          | - 12. Dead or Alive (közreműködő előadók: Jim Jones) | - Def Jam Recordings - Diplomat Records - Roc-A-Fella Records       |
| 2002 | Nas                               | The Lost Tapes                                             | - 11. Poppa Was a Playa (további producerek: Deric D-Dot Angelettie) | Columbia Records                                                    |
| 2002 | Scarface                          | The Fix                                                    | - 03. In Cold Blood - 04. Guess Who's Back (közreműködő előadók: Jay-Z & Beanie Sigel) - 11. Heaven (közreműködő előadók: Kelly Price) | Def Jam South                                                       |
| 2002 | Trina                             | Diamond Princess                                           | - 05. B R Right (közreműködő előadók: Ludacris) - 16. Do You Want Me? (közreműködő előadók: Bathgate) | Slip-N-Slide Records                                                |
| 2002 | Különböző előadók                 | Hip-Hop Szerelem Filmzene                                  | - 01. Brown Sugar (Extra Sweet) (Mos Def; közreműködő előadók: Faith Evans) (további producerek és remix: Scott Storch) - 04. Brown Sugar (Raw) (Black Star) - 07. Breakdown (Mos Def) - 14. Brown Sugar (Fine) (Mos Def) | MCA Records                                                         |
| 2002 | Knoc-turn'al                      | L.A. Confidential presents: Knoc-turn'al                   | - 02. Muzik | Elektra Records                                                     |
| 2002 | Jay-Z                             | The Blueprint²: The Gift & the Curse                       | 1. lemez: - 01. A Dream (közreműködő előadók: Faith Evans & The Notorious B.I.G.) - 04. ’03 Bonnie & Clyde (közreműködő előadók: Beyoncé) - 08. Poppin’ Tags (közreműködő előadók: Twista, Killer Mike, & Big Boi) 2. lemez: - 06. Some People Hate | - Def Jam Recordings - Roc-A-Fella Records                          |
| 2002 | Talib Kweli                       | Quality                                                    | - 03. Get By - 09. Guerrilla Monsoon Rap (közreműködő előadók: Black Thought & Pharoahe Monch) - 14. Good to You | Rawkus Records                                                      |
| 2002 | Különböző előadók                 | Paid in Full Filmzene                                      | - 01. Champions (Dame Dash közreműködő előadók: Kanye West, Beanie Sigel, Cam'ron, Young Chris & Twista) | - Def Jam Recordings - Roc-A-Fella Records                          |
| 2003 | Britney Spears                    | Me Against The Music (Remixes) (US CD maxi single)         | - 7. Me Against the Music (közreműködő előadók: Madonna) (Kanye West Remix) | Jive Records                                                        |
| 2003 | Freeway                           | Philadelphia Freeway                                       | - 10. Turn Out the Lights - 14. Hear the Song (közreműködő előadók: Tarrey Torae) | - Def Jam Recordings - Roc-A-Fella Records                          |
| 2003 | Fabolous                          | Street Dreams                                              | - 16. My Life (közreműködő előadók: Mary J. Blige) | - Elektra Records - Desert Storm Records                            |
| 2003 | Hot Karl                          | I Like To Read                                             | - 12. Armand Assante | Hot Karl Music                                                      |
| 2003 | Cam'Ron Presents... The Diplomats | Diplomatic Immunity                                        | - 01. Un Casa (közreműködő előadók: Un Kasa & Cam'ron) | - Def Jam Recordings - Diplomat Records - Roc-A-Fella Records       |
| 2003 | Lil' Kim                          | La Bella Mafia                                             | - 16. Came Back For You | Atlantic Records                                                    |
| 2003 | Monica                            | After the Storm                                            | - 06. Knock Knock (további producerek: Missy Elliott) | J Records                                                           |
| 2003 | Beyoncé                           | Dangerously in Love (International Edition)                | - 16. ’03 Bonnie & Clyde (Jay-Z, közreműködő előadók: Beyoncé) | Columbia Records                                                    |
| 2003 | T.I.                              | Trap Muzik                                                 | - 05. Doin' My Job - 11. Let Me Tell You Something | - Atlantic Records - Grand Hustle Records                           |
| 2003 | Boo & Gotti                       | Perfect Timing                                             | - 07. Gangsta - 15. 600 (közreműködő előadók: Cadillac Tah) | - Universal Records - Cash Money Records                            |
| 2003 | Royce da 5'9                      | Build and Destroy                                          | - 04. Heartbeat | Groove Attack                                                       |
| 2003 | DMX                               | Grand Champ                                                | - 04. Dogs Out | Def Jam Recordings                                                  |
| 2003 | Ludacris                          | Chicken-n-Beer                                             | - 03. Stand Up (közreműködő előadók: Shawnna) | Def Jam South                                                       |
| 2003 | Jay-Z                             | The Black Album                                            | - 04. Encore - 12. Lucifer | - Def Jam Recordings - Roc-A-Fella Records                          |
| 2003 | Alicia Keys                       | The Diary of Alicia Keys                                   | - 05. You Don't Know My Name - 03. If I Ain't Got You (Kanye West Remix) (Ausztrál, német, Latin-amerikai, japán és koreai különkiadás) | J Records                                                           |
| 2003 | Memphis Bleek                     | M.A.D.E.                                                   | - 07. I Wanna Love You (közreműködő előadók: Donell Jones) | - Get Low Records - Roc-A-Fella Records - Def Jam Recordings        |
| 2003 | Mystic                            | Cuts For Luck & Scars For Freedom... (Learning To Breathe) | - 01. Breathe (Better Days) - 06. Here We Are |                                                                     |
| 2003 | Nappy Roots                       | Wooden Leather                                             | - 12. These Walls | Atlantic Records                                                    |
| 2004 | Twista                            | Kamikaze                                                   | - 04. Slow Jamz (közreműködő előadók: Kanye West és Jamie Foxx) - 05. Overnight Celebrity - 09. One Last Time | Atlantic Records                                                    |
| 2004 | Carl Thomas                       | Let's Talk About It                                        | - 00. My Baby Don't Love Me (közreműködő előadók: Kanye West) | Bad Boy Records                                                     |
| 2004 | Janet Jackson                     | Damita Jo                                                  | - 04. Strawberry Bounce - 05. My Baby (közreműködő előadók: Kanye West) - 12. I Want You | Virgin Records                                                      |
| 2004 | Maroon 5                          | This Love EP                                               | - This Love (Kanye West Remix) |                                                                     |
| 2004 | Kanye West                        | The College Dropout                                        | - 01. Intro - 02. We Don't Care - 03. Graduation Day - 04. All Falls Down (közreműködő előadók: Syleena Johnson) (Interpolation) - 05. I'll Fly Away - 06. Spaceship (közreműködő előadók: GLC és Consequence) - 07. Jesus Walks - 08. Never Let Me Down (közreműködő előadók: Jay-Z és J. Ivy) (Interpolation) - 09. Get 'Em High (közreműködő előadók: Talib Kweli és Common) - 10. Workout Plan - 11. The New Workout Plan - 12. Slow Jamz (közreműködő előadók: Twista és Jamie Foxx) - 13. Breathe In Breathe Out (közreműködő előadók: Ludacris) - 14. School Spirit Skit 1 - 15. School Spirit - 16. School Spirit Skit 2 - 17. Lil Jimmy Skit - 18. Two Words (közreműködő előadók: Mos Def, Freeway és The Harlem Boys Choir) - 19. Through The Wire - 20. Family Business - 21. Last Call | - Def Jam Recordings - Roc-A-Fella Records                          |
| 2004 | Dead Prez                         | RBG: Revolutionary but Gangsta                             | - 00. For The Hood |                                                                     |
| 2004 | Dilated Peoples                   | Neighborhood Watch                                         | - 13. This Way |                                                                     |
| 2004 | D12                               | D12 World                                                  | - 15. D12 World | Shady Records                                                       |
| 2004 | Petey Pablo                       | Still Writing in My Diary: 2nd Entry                       | - 13. I Swear | Jive Records                                                        |
| 2004 | Consequence                       | Take 'Em To The Cleaners                                   | - 03. So Soulful (közreműködő előadók: Kanye West és Khayree) - 04. Yard 2 Yard (közreműködő előadók: Rhymefest) - 06. Wack Niggaz (közreműködő előadók: Kanye West, Common, és Talib Kweli) - 12. Getting Out The Game (közreműködő előadók: Kanye West) - 14. Take It As A Loss (közreműködő előadók: Kanye West) | Columbia Records                                                    |
| 2004 | Jadakiss                          | Kiss of Death                                              | - 14. Gettin It In (közreműködő előadók: Kanye West) | - Ruff Ryders Entertainment - Interscope Records                    |
| 2004 | Brandy                            | Afrodisiac                                                 | - 04. Talk About Our Love (közreműködő előadók: Kanye West) - 06. Where You Wanna Be (közreműködő előadók: T.I.) | Atlantic Records                                                    |
| 2004 | Slum Village                      | Detroit Deli (A Taste of Detroit)                          | - 05. Selfish (közreműködő előadók: Kanye West és John Legend) |                                                                     |
| 2004 | Mobb Deep                         | Amerikaz Nightmare                                         | - 12. Throw Your Hands (In the Air) |                                                                     |
| 2004 | Shyne                             | Godfather Buried Alive                                     | - 03. More or Less (közreműködő előadók: Foxy Brown) (további producerek: Brian All Day Miller) |                                                                     |
| 2004 | 213                               | The Hard Way                                               | - 08. Another Summer (közreműködő előadók: LaToiya Williams) |                                                                     |
| 2004 | Talib Kweli                       | The Beautiful Struggle                                     | - 06. I Try (közreműködő előadók: Mary J. Blige) |                                                                     |
| 2004 | Mos Def                           | The New Danger                                             | - 05. The Rape Over - 09. Sunshine |                                                                     |
| 2004 | Jin                               | The Rest is History                                        | - 07. I Got a Love (közreműködő előadók: Kanye West) |                                                                     |
| 2004 | Cam'ron                           | Purple Haze                                                | - 07. Down and Out (közreműködő előadók: Kanye West és Syleena Johnson) - 23. Dipset Forever |                                                                     |
| 2004 | John Legend                       | Get Lifted                                                 | - 02. Let's Get Lifted - 03. Used to Love U - 04. Alright - 06. Number One (közreműködő előadók: Kanye West) - 14. Live It Up (co-producerek: DeVon Devo Harris) |                                                                     |
| 2004 | DJ Kayslay                        | The Streetsweeper Vol. 2: The Pain From The Game           | - 10. No Problems (közreműködő előadók: Jaheim, Left Gunz, N.O.R.E. & Nature) |                                                                     |
| 2004 | Shawnna                           | Worth tha Weight                                           | - 09. What Can I Do (közreműködő előadók: Missy Elliott) (további producerek: Brian All Day Miller) |                                                                     |
| 2004 | Boost Mobile                      | Where You At?                                              | - Where You At? (előadta: Kanye West, Ludacris & The Game) |                                                                     |
| 2005 | The Game                          | The Documentary                                            | - 03. Dreams |                                                                     |
| 2005 | Különböző előadók                 | Carter edző filmzene                                       | - 06. Wouldn't You Like To Ride (közreműködő előadók: Kanye West, Common, JV & Malik Yusef) |                                                                     |
| 2005 | Do or Die                         | D.O.D.                                                     | - 06. Higher (közreműködő előadók: Kanye West) - 10. Paid the Price (közreműködő előadók: Kanye West) - 20. Higher (Remix) (közreműködő előadók: Shawnna) |                                                                     |
| 2005 | Különböző előadók                 | Midnight Club 3: Dub Edition OST                           | - On The Run (előadta: Bump J Feat. Rick James) - Overnight Celebrity (előadta: Twista) |                                                                     |
| 2005 | Mariah Carey                      | The Emancipation of Mimi                                   | - 06. Stay the Night |                                                                     |
| 2005 | Bump J                            | Move Around – Single                                       | - 00. Move Around |                                                                     |
| 2005 | Britney Spears                    | The Original Doll                                          | - 13. Outta Here (közreműködő előadók: Kanye West) (kiadatlan) |                                                                     |
| 2005 | Young Gunz                        | Brothers From Another                                      | - 07. Grown Man Pt. 2 (közreműködő előadók: Kanye West és John Legend) |                                                                     |
| 2005 | Common                            | Be                                                         | - 01. Be - 02. The Corner (közreműködő előadók: Kanye West és The Last Poets) - 03. Go (közreműködő előadók: John Mayer és Kanye West) - 04. Faithful (közreműködő előadók: John Legend és Bilal) - 05. Testify - 07. Chi-City (közreműködő előadók: Kanye West) - 08. The Food (közreműködő előadók: Kanye West) - 09. Real People - 10. They Say (közreműködő előadók: Kanye West és John Legend) |                                                                     |
| 2005 | Leela James                       | A Change Is Gonna Come                                     | - 14. It's Alright - 15. Didn't I |                                                                     |
| 2005 | Keyshia Cole                      | The Way It Is                                              | - 02. I Changed My Mind |                                                                     |
| 2005 | Kanye West                        | Late Registration                                          | - 1. Wake Up Mr West - 2. Heard 'Em Say (közreműködő előadók: Adam Levine of Maroon 5) (további producerek: Jon Brion) - 4. Gold Digger (közreműködő előadók: Jamie Foxx) (további producerek: Jon Brion) - 5. Skit #1 - 6. Drive Slow (közreműködő előadók: Paul Wall és GLC) - 7. My Way Home (közreműködő előadók: Common) - 8. Crack Music (közreműködő előadók: The Game) (további producerek: Jon Brion) - 9. Roses (további producerek: Jon Brion) - 10. Bring Me Down (közreműködő előadók: Brandy) (további producerek: Jon Brion) - 11. Addiction (további producerek: Jon Brion) - 12. Skit #2 - 13. Diamonds from Sierra Leone (Remix) (közreműködő előadók: Jay-Z) (további producerek: Devo Springsteen és Jon Brion) - 14. We Major (közreműködő előadók: Nas és Really Doe) (további producerek: Baby Dubb és Jon Brion) - 15. Skit #3 - 16. Hey Mama (további producerek: Jon Brion) - 17. Celebration (további producerek: Jon Brion) - 18. Skit #4 - 19. Gone (közreműködő előadók: Cam'Ron és Consequence) - 20. Diamonds (Original) [bónuszdal] (további producerek: Devo Springsteen és Jon Brion) - 21. Late [rejtett dal] - 22. We Can Make It Better (közreműködő előadók: Talib Kweli, Q-Tip, Common és Rhymefest) (további producerek: Jon Brion) [UK Verzió] - 23. Back to Basics (közreműködő előadók: Common) [Japán Verzió]                                                    |                                                                     |
| 2005 | Syleena Johnson                   | Chapter 3: The Flesh                                       | - 06. Bulls-Eye (Suddenly) (közreműködő előadók: Common) |                                                                     |
| 2005 | Paul Wall                         | The Peoples Champ                                          | - 11. Drive Slow (közreműködő előadók: Kanye West és GLC) |                                                                     |
| 2005 | Czar Nok                          | That One Way                                               | - 14. A Time To See |                                                                     |
| 2005 | Mashonda                          | January Joy                                                | - 07. Hold Me (közreműködő előadók: Kanye West) |                                                                     |
| 2005 | Különböző előadók                 | Hurricane Relief: Come Together Now                        | - 04. We Can Make It Better (közreműködő előadók: Q-Tip, Common, Talib Kweli & Rhymefest) |                                                                     |
| 2005 | Mistah F.A.B.                     | Son of a Pimp                                              | - 02. Big Time |                                                                     |
| 2005 | Miri Ben-Ari                      | The Hip-Hop Violinist                                      | - 04. Fly Away (közreműködő előadók: Fabolous, Kanye West & Musiq Soulchild) - 10. New World Symphony (közreműködő előadók: Pharoahe Monch) |                                                                     |
| 2006 | Scarface                          | My Homies Part 2                                           | - 08. The Corner (Remix) (közreműködő előadók: Common, Kanye West, The Last Poets, & Mos Def) | Rap-A-Lot Records                                                   |
| 2006 | T.I.                              | King                                                       | - 00. Drive Slow (Remix) (közreműködő előadók: Kanye West, Paul Wall, & GLC) (bónuszdal) |                                                                     |
| 2006 | E-40                              | My Ghetto Report Card                                      | - Happy To Be Here (Original Version) (kiadatlan) - Get Deleted (kiadatlan) | Reprise Records                                                     |
| 2006 | Különböző előadók                 | Mission: Impossible III filmzene                           | - Mission: Impossible Theme - Impossible (közreműködő előadók: Twista, Keyshia Cole & Kanye West) | Varèse Sarabande                                                    |
| 2006 | Janet Jackson                     | 20 Y.O.                                                    | - Unreleased | Virgin Records                                                      |
| 2006 | Smitty                            | The Voice of the Ghetto                                    | - 10. Ghetto (közreműködő előadók: Scarface, John Legend, Kanye West) |                                                                     |
| 2006 | Rhymefest                         | Blue Collar                                                | - 03. Brand New (Kanye West közreműködésével) |                                                                     |
| 2006 | Lupe Fiasco                       | Lupe Fiasco's Food & Liquor                                | - 10. The Cool | Atlantic Records                                                    |
| 2006 | Diddy                             | Press Play                                                 | - 11. Everything I Love (közreműködő előadók: Nas & Cee-Lo) | Bad Boy Entertainment                                               |
| 2006 | John Legend                       | Once Again                                                 | - 02. Heaven - 12. Another Again |                                                                     |
| 2006 | The Game                          | The Doctor's Advocate                                      | - 08. Wouldn't Get Far (közreműködő előadók: Kanye West) |                                                                     |
| 2006 | Jay-Z                             | Kingdom Come                                               | - 06. Do U Wanna Ride (közreműködő előadók: John Legend) |                                                                     |
| 2006 | Nas                               | Hip Hop Is Dead                                            | - 09. Still Dreaming (közreműködő előadók: Kanye West & Chrisette Michele) - 12. Let There Be Light (közreműködő előadók: Tre Williams) - 00. You Mean the World to Me (Leftover Track) |                                                                     |
| 2007 | Consequence                       | Don't Quit Your Day Job!                                   | - 02. Don't Forget 'Em - 04. The Good, The Bad, The Ugly (közreműködő előadók: Kanye West) - 13. Grammy Family (közreműködő előadók: Kanye West és John Legend) | GOOD Music                                                          |
| 2007 | Fabolous                          | From Nothin' to Somethin                                   | - 16. Supa (iTunes bónuszdal) (további producerek: DJ Clue?) |                                                                     |
| 2007 | Common                            | Finding Forever                                            | - 02. Start The Show (közreműködő előadók: Kanye West) - 03. The People (közreműködő előadók: Dwele) - 04. Drivin' Me Wild (közreműködő előadók: Lily Allen) - 06. Southside (közreműködő előadók: Kanye West) - 07. The Game - 08. Black Maybe (közreműködő előadók: Bilal) - 10. Break My Heart - 12. Forever Begins (közreműködő előadók: Lonnie Lynn) |                                                                     |
| 2007 | Talib Kweli                       | Eardrum                                                    | - 08. In The Mood (közreműködő előadók: Kanye West és Roy Ayers) |                                                                     |
| 2007 | Kanye West                        | Graduation                                                 | - 01. Good Morning - 02. Champion – (további producerek: Brian All Day Miller) - 03. Stronger - 04. I Wonder - 05. Good Life (közreműködő előadók: T-Pain) – (további producerek: DJ Toomp) - 06. Can't Tell Me Nothing (további producerek: DJ Toomp) - 07. Barry Bonds (közreműködő előadók: Lil Wayne) – (producerek: Nottz, co-producerek: Kanye West) - 08. Drunk And Hot Girls (közreműködő előadók: Mos Def) - 09. Flashing Lights (közreműködő előadók: Dwele) (további producerek: Eric Hudson) - 10. Everything I Am - 11. The Glory (co-producerek: Gee Robinson és Patrick Plain Pat Reynolds) - 12. Homecoming (további producerek: Warryn Baby Dubb Campbell) - 14. Goodnight (közreműködő előadók: Mos Def & Al Be) [UK/Japan bónuszdal] - 15. Bittersweet (közreműködő előadók: John Mayer) [UK/Japan bónuszdal] |                                                                     |
| 2007 | Bone Thugs-n-Harmony              | Strength & Loyalty                                         | - 00. I Aint Satisfied (Leftover Track) |                                                                     |
| 2008 | Michael Jackson                   | Thriller 25                                                | - 15. Billie Jean 2008 (Kanye West Remix) |                                                                     |
| 2008 | Lil Wayne                         | Tha Carter III                                             | - 05. Comfortable (közreműködő előadók: Babyface) - 10. Let the Beat Build (co-producerek: Deezle) - 00. Did It Before (Leftover Track) |                                                                     |
| 2008 | The Game                          | LAX                                                        | - 14. Angel (közreműködő előadók: Common) - 00. Bang Along (Leftover Track) |                                                                     |
| 2008 | T.I.                              | Paper Trail                                                | - 13. Swagga Like Us (közreműködő előadók: Kanye West, Jay-Z & Lil Wayne) |                                                                     |
| 2008 | 88-Keys                           | The Death of Adam                                          | - 05. Stay Up! (Viagra) | Decon Records                                                       |
| 2008 | John Legend                       | Evolver                                                    | - 03. It's Over (közreműködő előadók: Kanye West) (co-producerek: Malay & KP) |                                                                     |
| 2008 | Kanye West                        | 808s & Heartbreak                                          | - 01. Say You Will - 02. Welcome To Heartbreak (közreműködő előadók: Kid Cudi) - 03. Heartless (további producerek: No I.D.) - 04. Amazing (közreműködő előadók: Young Jeezy) - 05. Love Lockdown - 06. Paranoid (közreműködő előadók: Mr. Hudson) - 07. RoboCop - 08. Street Lights - 09. Bad News - 10. See You In My Nightmares (közreműködő előadók: Lil Wayne) (további producerek: No I.D.) - 11. Coldest Winter (további producerek: No I.D.) - 12. Pinocchio Story |                                                                     |
| 2008 | Nipsey Hussle                     | Bullets Aint Got No Name Vol. 2                            | - 21. All For The Dough |                                                                     |
| 2009 | Különböző előadók                 | Notorious B.I.G. – A N.A.G.Y. rapper filmzene              | - 08. Brooklyn Go Hard (Jay-Z közreműködő előadók: Santigold) |                                                                     |
| 2009 | Teriyaki Boyz                     | Serious Japanese                                           | - 06. Teriya-King (közreműködő előadók: Kanye West & Big Sean) - 12. I Still Love H.E.R. (közreműködő előadók: Kanye West) |                                                                     |
| 2009 | Malik Yusef                       | G.O.O.D. Morning, G.O.O.D. Night                           | - 07. Promise Land (közreműködő előadók: Kanye West és Adam Levine) - 20. Magic Man (közreműködő előadók: Kanye West, Common, és John Legend) |                                                                     |
| 2009 | Twista                            | Category F5                                                | - 16. Alright (közreműködő előadók: Kanye West) (további producerek: No I.D. & Jeff Bhasker) - 00. Well It's Time (Leftover Track) - 00 I Can Make You Say (Leftover Track) |                                                                     |
| 2009 | Jay-Z                             | The Blueprint 3                                            | - 01. What We Talking About (közreműködő előadók: Luke Steele of Empire of the Sun) (további producerek: No I.D.) - 02. Thank You (további producerek: No I.D.) - 04. Run This Town (közreműködő előadók: Rihanna és Kanye West) (további producerek: No I.D. és Jeff Bhasker) - 09. A Star is Born (közreműködő előadók: J. Cole) (további producerek: No I.D.) - 11. Already Home (közreműködő előadók: Kid Cudi) - 12. Hate (közreműködő előadók: Kanye West) (további producerek: Jeff Bhasker) - 15. Young Forever (közreműködő előadók: Mr. Hudson) - 16. Jockin' JAY-Z (Rhapsody bónuszdal) |                                                                     |
| 2009 | Különböző előadók                 | Change Is Now: Renewing America's Promise                  | - 22. The Jackass Song (előadta: will.i.am) | Hidden Beach Recordings                                             |
| 2009 | Kid Cudi                          | Man on the Moon: The End of Day                            | - 08. Sky Might Fall - 12. Make Her Say (közreműködő előadók: Kanye West & Common) |                                                                     |
| 2009 | Különböző előadók                 | More than a Game filmzene                                  | - 05. History (Jay-Z közreműködő előadók: Tony Williams) |                                                                     |
| 2009 | Mr Hudson                         | Straight No Chaser                                         | - 01. Supernova | Mercury Records                                                     |
| 2009 | Freddie Gibbs                     | The Labels Tryin' To Kill Me!                              | - 45. Fear No Evil - 70. Can't Stop Me |                                                                     |
| 2009 | Slim Thug                         |                                                            | - 00. So Lost |                                                                     |
| 2010 | Tity Boi                          | Me Against The World 2 (Codeine Withdrawal)                | - 07. Real As They Come (közreműködő előadók: Lil Wayne és Dre Of Cool & Dre) |                                                                     |
| 2010 | B.o.B                             | May 25th                                                   | - 07. Fuck the Money (közreműködő előadók: Asher Roth) |                                                                     |
| 2010 | Drake                             | Thank Me Later                                             | - 05. Show Me a Good Time (további producerek: Jeff Bhasker & No I.D.) - 13. Find Your Love (további producerek: Jeff Bhasker & No I.D.) - 00. You Know,You Know (további producerek: Prolyfic & No I.D.) (Leftover Track) | - Republic Records - Cash Money Records - Young Money Entertainment |
| 2010 | Rick Ross                         | Teflon Don                                                 | - 05. Live Fast, Die Young (közreműködő előadók: Kanye West) |                                                                     |
| 2010 | GLC                               | Love, Life & Loyalty                                       | - 01. The Big Knot (további producerek: GLC & Albert Sye) - 02. Clockin' Lotsa Dollarz (további producerek: The Legendary Traxster) - 03. Pour Another Drink (további producerek: Leray Arlo Jackson, Leonard Harris, GLC & John Legend) - 04. Cold as Ice (további producerek: Albert Sye) - 06. Flight School (további producerek: T-Pain & GLC) - 07. So Real (további producerek: Keezo Kane) - 08. My 1st Model (további producerek: Ferrari Mike & Christian Rich) - 10. I Ain't Even on Yet (további producerek: Sean Breeze) - 12. Rosanne (további producerek: GLC) - 14. I Did It (további producerek: Keezo Kane & GLC) |                                                                     |
| 2010 | JYJ                               | The Beginning                                              | - 02. Ayyy Girl (közreműködő előadók: Kanye West & Malik Yusef) |                                                                     |
| 2010 | Kanye West                        | GOOD Fridays                                               | - 01. Power (Remix) (közreműködő előadók: Jay-Z & Swizz Beatz (további producerek: Swizz Beatz) - 02. Monster (közreműködő előadók: Jay-Z, Rick Ross, Nicki Minaj & Bon Iver) (további producerek: Mike Dean & Plain Pat) - 03. Runaway Love (Kanye West Remix) (Justin Bieber; közreműködő előadók: Kanye West & Raekwon) - 05. G.O.O.D. Friday (közreműködő előadók: Common, Pusha T, Kid Cudi, Big Sean & Charlie Wilson[disambiguation needed]) - 06. Lord, Lord, Lord (közreműködő előadók: Mos Def, Swizz Beatz, Raekwon & Charlie Wilson) (további producerek: Mike Dean & Plain Pat) - 07. So Appalled (közreműködő előadók: Jay-Z, Pusha T, Cyhi the Prynce, RZA & Swizz Beatz) (további producerek: No I.D. & Mike Dean) - 08. Christian Dior Denim Flow (közreműködő előadók: Kid Cudi, Pusha T, John Legend, Lloyd Banks & Ryan Leslie) - 09. Don't Stop! (közreműködő előadók: Lupe Fiasco & Pharrell Williams (további producerek: Pharrell Williams) - 10. Take One for the Team (közreműködő előadók: Keri Hilson, Pusha T & Cyhi the Prynce) - 12. The Joy (közreműködő előadók: Curtis Mayfield, Charlie Wilson, Pete Rock & Kid Cudi) (további producerek: Pete Rock) - 13. Looking For Trouble (közreműködő előadók: Pusha T, Cyhi Da Prynce, Big Sean, & J. Cole) |                                                                     |
| 2010 | Kanye West                        | My Beautiful Dark Twisted Fantasy                          | - 01. Dark Fantasy (további producerek: RZA, No I.D., Jeff Bhasker & Mike Dean) - 02. Gorgeous (közreműködő előadók: Kid Cudi és Raekwon) (további producerek: No I.D. & Mike Dean) - 03. Power (további producerek: S1, Mike Dean & Jeff Bhasker) - 04. All of the Lights (interlude) - 05. All of the Lights (közreműködő előadók: Rihanna és Kid Cudi) - 06. Monster (közreműködő előadók: Jay-Z, Rick Ross, Nicki Minaj & Bon Iver) (további producerek: Mike Dean & Plain Pat) - 07. So Appalled (közreműködő előadók: Jay-Z, Pusha T, Cyhi the Prynce, RZA & Swizz Beatz) (további producerek: No I.D. & Mike Dean) - 09. Runaway (közreműködő előadók: Pusha T) (további producerek: Emile & Jeff Bhasker) - 10. Hell of a Life (további producerek: Mike Caren) - 11. Blame Game (közreműködő előadók: John Legend & Chris Rock) (további producerek: DJ Frank E) - 12. Lost in the World (közreműködő előadók: Justin Vernon of Bon Iver) (további producerek: Jeff Bhasker) - 13. Who Will Survive in America - 14. See Me Now (közreműködő előadók: Big Sean, Beyoncé és Charlie Wilson) (további producerek: No I.D. & Lex Luger) (bónuszdal) |                                                                     |
| 2010 | T.I.                              | No Mercy                                                   | - 01. Welcome to the World (közreműködő előadók: Kanye West és Kid Cudi) |                                                                     |
| 2010 | J. Cole                           | Friday Night Lights                                        | - 20. Looking For Trouble (közreműködő előadók: Kanye West, Pusha T, Cyhi Da Prynce & Big Sean) (bónuszdal) |                                                                     |
| 2011 | Justin Bieber                     | Never Say Never – The Remixes                              | - 06. Runaway Love (Kanye West Remix) (közreműködő előadók: Kanye West & Raekwon) |                                                                     |
| 2011 | Saigon                            | The Greatest Story Never Told                              | - 11. It's Alright (közreműködő előadók: Marsha Ambrosius) |                                                                     |
| 2011 | Pusha T                           | Fear of God                                                | - 11. Touch It (közreműködő előadók: Kanye West) |                                                                     |
| 2011 | Cyhi the Prynce                   | Royal Flush II                                             | - 18. Woopty Doo (közreműködő előadók: Big Sean) (további producerek: No I.D.) |                                                                     |
| 2011 | Snoop Dogg                        | Doggumentary                                               | - 18. Eyez Closed (közreműködő előadók: Kanye West & John Legend) (további producerek: Jeff Bhasker & Mike Dean) |                                                                     |
| 2011 | Beyoncé                           | 4                                                          | - 05. Party (közreműködő előadók: André 3000) (további producerek: Jeff Bhasker és Beyoncé) |                                                                     |
| 2011 | Jay-Z & Kanye West                | Watch the Throne                                           | - 01. No Church in the Wild (közreműködő előadók: Frank Ocean) (további producerek: 88-Keys) - 02. Lift Off (közreműködő előadók: Beyoncé) (további producerek: Jeff Bhasker & Mike Dean) - 03. Niggas in Paris (további producerek: Hit-Boy) - 04. Otis (közreműködő előadók: Otis Redding) - 05. Gotta Have It (producerek: The Neptunes, co-producerek: Kanye West) - 06. New Day (további producerek: RZA & Mike Dean) - 07. That's My Bitch (további producerek: Q-Tip) - 09. Who Gon Stop Me? (további producerek: Sham Sak Pase Joseph) - 12. Why I Love You (közreműködő előadók: Mr Hudson) (további producerek: Mike Dean) - 13. Illest Motherfucker Alive (további producerek: Southside & Mike Dean) (bónuszdal) - 14. H•A•M (producerek: Lex Luger, co-producerek: Kanye West) (bónuszdal) - 16. The Joy (közreműködő előadók: Curtis Mayfield) (további producerek: Pete Rock) (bónuszdal) - 00. Interlude |                                                                     |
| 2011 | Consequence                       | Curb Certified                                             | - 06. On My Own (közreműködő előadók: Kid Cudi) |                                                                     |
| 2012 | The World Famous Tony Williams    | King or the Fool                                           | - 06. Wake Up Girl - 11. Dreamin’ of Your Love 2012 (közreműködő előadók: The Kid Daytona) |                                                                     |
| 2012 | Cassie Ventura                    |                                                            | - King of Hearts (Kanye Mix) |                                                                     |
| 2012 | 2 Chainz                          | Based on a T.R.U. Story                                    | - 05. Birthday Song (közreműködő előadók: Kanye West) (további producerek: Sonny Digital, BWheezy, Anthony Kilhoffer & Lifted) |                                                                     |
| 2012 | G.O.O.D. Music                    | Cruel Summer                                               | - 01. To the World (közreműködő előadók: R. Kelly) (további producerek: Andrew Pop Wansel, Hudson Mohawke, Ken Lewis, Mano, Travi$ Scott, Anthony Kilhoffer) - 02. Clique (közreműködő előadók: Jay-Z) (további producerek: Hit-Boy, Anthony Kilhoffer, Noah Goldstein) - 03. Mercy (további producerek: Lifted, Mike Dean, Mike Will, Hudson Mohawke) - 04. New God Flow (közreműködő előadók: Ghostface Killah) (további producerek: Boogz & Tapez, Anthony Kilhoffer) - 05. The Morning (közreműködő előadók: Raekwon) (további producerek: Illmind, Jeff Bhasker, Travi$ Scott) - 07. Higher (közreműködő előadók: The-Dream, Ma$e, Cocaine 80s) (további producerek: Hit-Boy, Mike Dean) - 09. The One (közreműködő előadók: Marsha Ambrosius) (további producerek: Hudson Mohawke, The Twilite Tone, Anthony Kilhoffer, Mannie Fresh, Lifted) - 12. Don't Like (közreműködő előadók: Chief Keef, Jadakiss) (további producerek: Young Chop, The Twilite Tone, Noah Goldstein) |                                                                     |
| 2012 | RZA                               | The Man With The Iron Fists                                | - 03. White Dress (előadta: Kanye West) (további producerek: RZA, Boogz & Tapez) |                                                                     |
| 2012 | Game                              | Sunday Service                                             | - 09. Rollin' (közreműködő előadók: Kanye West, Trae tha Truth, Z-Ro, Paul Wall és Slim Thug) (co-producerek: Cool & Dre) |                                                                     |
| 2013 | Pusha T                           | Wrath of Caine                                             | - 02. Millions (közreműködő előadók: Rick Ross) (co-producerek: Southside) |                                                                     |
| 2013 | Travis Scott                      | Owl Pharaoh                                                | - 03. Upper Echelon (közreműködő előadók: T.I. és 2 Chainz) (további producerek: J Gramm Beats, Travis Scott, Anthony Kilhoffer és Mike Dean) |                                                                     |
| 2013 | Kanye West                        | Yeezus                                                     | - 01. On Sight (további producerek: Daft Punk) - 02. Black Skinhead (további producerek: Daft Punk) - 03. I Am a God (közreműködő előadók: Isten) (további producerek: Mike Dean & Daft Punk) - 04. New Slaves - 05. Hold My Liquor (további producerek: Mike Dean) - 06. I'm in It - 07. Blood on the Leaves (további producerek: TNGHT) - 08. Guilt Trip (további producerek: Mike Dean & S1) - 09. Send It Up (további producerek: Daft Punk) - 10. Bound 2 |                                                                     |
| 2013 | John Legend                       | Love in the Future                                         | - 02. The Beginning… (co-producer) - 03. Open Your Eyes (további producerek: DJ Camper) - 04. Made to Love (co-producer) - 05. Who Do We Think We Are (közreműködő előadók: Rick Ross) (co-producer) - 07. Hold On Longer (co-producer) - 08. Save the Night (co-producer) - 10. What If I Told You? (Interlude) (további producerek: The Twilite Tone és Dave Tozer) - 11. Dreams (további producerek: DJ Camper és John Legend) - 13. Angel (Interlude) (közreműködő előadók: Stacy Barthe) (további producerek: DJ Camper) - 15. Asylum (co-producer) - 16. Caught Up (co-producer) - 18. We Loved It (közreműködő előadók: Seal) (további producerek: Jeff Bhasker) |                                                                     |
| 2013 | Pusha T                           | My Name Is My Name                                         | - 01. King Push (további producerek: Sebastian Sartor) - 02. Numbers On the Boards (további producerek: Don Cannon) - 03. Sweet Serenade (közreműködő előadók: Chris Brown) (additional production) - 04. Hold On (közreműködő előadók: Rick Ross) (további producerek: Hudson Mohawke) - 09. Who I Am (közreműködő előadók: 2 Chainz és Big Sean) (további producerek: DJ Mano) - 10. Nosetalgia (közreműködő előadók: Kendrick Lamar) (további producerek: Nottz) - 11. Pain (közreműködő előadók: Future) (co-producerek: No I.D.) |                                                                     |
| 2014 | Rick Ross                         | Mastermind                                                 | - 14. Sanctified (közreműködő előadók: Kanye West és Big Sean) (további producerek: Mike Dean és DJ Mustard) |                                                                     |
| 2014 | Tyga                              | The Gold Album: 18th Dynasty                               | - 00. 40 Mill (további producerek: Mike Dean, Jess Jackson és Dupri from League of Starz) |                                                                     |
| 2014 | Chief Keef                        | Nobody                                                     | - 03. Already (közreműködő előadók: Kanye West) (további producerek: OhZoneBeats) - 05. Fishin' (közreműködő előadók: Kanye West) (további producerek: OhZoneBeats) - 09. Nobody (közreműködő előadók: Kanye West) (további producerek: 12 Hunna) |                                                                     |
| 2014 | Különböző előadók                 | Az éhezők viadala: A kiválasztott – 1. rész filmzene       | - 07. Flicker (Kanye West Rework) (Lorde) (további producerek: Paul Epworth és Mike Dean) |                                                                     |
| 2014 | Beyoncé                           | Beyoncé: Platina Edition                                   | - 03. Drunk in Love (Remix) | Parkwood Entertainment/Columbia Records                             |
| 2015 | Kanye West                        |                                                            | - Only One (közreműködő előadók: Paul McCartney) (további producerek: Paul McCartney, Mike Dean és Noah Goldstein) - All Day (közreműködő előadók: Theophilus London, Allan Kingdom és Paul McCartney) (további producerek: Velous, Diddy, French Montana, Charlie Heat, Mike Dean, Noah Goldstein, Plain Pat, Travis Scott, Allen Ritter és Mario Winans) |                                                                     |
| 2015 | Rihanna                           |                                                            | - FourFiveSeconds (Rihannával és Paul McCartneyval) (további producerek: Paul McCartney, Mike Dean, Dave Longstreth és Noah Goldstein) - Bitch Better Have My Money (további producerek: Deputy, Travis Scott és WondaGurl) - American Oxygen (további producerek: Alex da Kid) |                                                                     |
| 2015 | Big Sean                          | Dark Sky Paradise                                          | - 03. All Your Fault (közreműködő előadók: Kanye West) (további producerek: OGWebbie, Nashiem Myrick, Lee Stone, DJ Mano és Noah Goldstein) - 04. I Don't Fuck With You (közreműködő előadók: E-40) (további producerek: DJ Mustard, Mike Free, DJ Dahi és Key Wane) |                                                                     |
| 2015 | Madonna                           | Rebel Heart                                                | - 05. Illuminati (további producerek: Madonna, Mike Dean, Symbolyc One, Charlie Heat és Travis Scott) - 12. Holy Water (további producerek: Madonna, Mike Dean és Charlie Heat) - 14. Wash All Over Me (további producerek: Madonna, Avicii, Mike Dean és Charlie Heat) - 17. S.E.X. (további producerek: Madonna, Mike Dean és Charlie Heat) - 20. Auto-Tune Baby (további producerek: Madonna, Diplo, Mike Dean és Charlie Heat) |                                                                     |
| 2015 | Wale                              |                                                            | - The Summer League (közreműködő előadók: Kanye West és Ty Dolla Sign) |                                                                     |
| 2015 | A$AP Rocky                        | At.Long.Last.A$AP                                          | - 09. Jukebox Joints (további producerek: Che Pope) |                                                                     |
| 2015 | Vic Mensa                         | Traffic                                                    | - U Mad (további producerek: Stefan Ponce, Smoko Ono és Mike Dean) |                                                                     |
| 2015 | French Montana                    |                                                            | - Lose It (közreműködő előadók: Rick Ross és Lil Wayne) |                                                                     |
| 2015 | The Weeknd                        | Beauty Behind the Madness                                  | - 03. Tell Your Friends (további producerek: Che Pope, The Weeknd, Illangelo, Mike Dean, Noah Goldstein és Omar Riad) | Republic Records                                                    |
| 2015 | Teyana Taylor                     | The Cassette Tape 1994                                     | - 01. Your Wish (további producerek: Domo) |                                                                     |
| 2015 | Travis Scott                      | Rodeo                                                      | - 08. Piss On Your Grave (további producerek: Charlie Heat, Noah Goldstein, Mike Dean, Darren King és Travis Scott) | Epic Records                                                        |
| 2015 | Pusha T                           | King Push – Darkest Before Dawn: The Prelude               | - 05. M.P.A. (közreműködő előadók: Kanye West, A$AP Rocky & The-Dream) (további producerek: Che Pope és J. Cole) - 10. Sunshine (közreműködő előadók: Jill Scott) (további producerek: DJ Mano és Baauer) | GOOD Music                                                          |
| 2016 | Sia                               | This Is Acting                                             | - 07. Reaper (további producerek: 88-Keys, Jesse Shatkin és Jake Sinclair) | RCA Records                                                         |
| 2016 | Kanye West                        | The Life of Pablo                                          | - 01. Ultralight Beam (további producerek: Mike Dean, Chance The Rapper, Rick Rubin & Swizz Beatz) - 02. Father Stretch My Hands, Pt. 1 (további producerek: Mike Dean, Rick Rubin & Metro Boomin) - 03. Pt. 2 (további producerek: Menace, Rick Rubin & Plain Pat) - 04. Famous (további producerek: Havoc, Goldstein & Charlie Heat) - 05. Feedback (további producerek: Goldstein & Charlie Heat) - 06. Low Lights (további producerek: DJDS) - 07. Highlight (további producerek: Mike Dean, Velous & Southside) - 08. Freestyle 4 (további producerek: Hudson Mohawke, Goldstein & Mike Dean) - 09. I Love Kanye - 10. Waves (további producerek: Hudson Mohawke, Charlie Heat, Mike Dean & Metro Boomin) - 11. FML (további producerek: Mitus, Metro Boomin, Goldstein & Mike Dean) - 12. Real Friends (további producerek: Boi-1da & Frank Dukes) - 13. Wolves (további producerek: Cashmere Cat, Sinjin Hawke & Mike Dean) - 14. Frank's Track (további producerek: Cashmere Cat & Sinjin Hawke) - 15. Siiiiiiiiilver Surffffeeeeer Intermission - 16. 30 Hours (további producerek: Karriem Riggins & Mike Dean) - 17. No More Parties in LA (további producerek: Madlib) - 18. Facts (Charlie Heat Version) (további producerek: Metro Boomin, Southside & Charlie Heat) - 19. Fade (további producerek: Kilhoffer, Benji B & Mike Dean) - 20. Saint Pablo (további producerek: Mike Dean & Ritter) |                                                                     |
| 2016 | Drake                             | Views                                                      | - 03. U With Me? (további producerek: Noah 40 Shebib, DJ Dahi, Ricci Riera, Axlfolie, Vinylz és OZ) - 04. Feel No Ways (további producerek: Jordan Ullman és Noah 40 Shebib) |                                                                     |
| 2016 | Chance the Rapper                 | Coloring Book                                              | - 01. All We Got (közreműködő előadók: Kanye West és a Chicago Children's Choir) (további producerek: The Social Experiment) |                                                                     |
| 2016 | GOOD Music                        | Cruel Winter                                               | - Champions (további producerek: A-Trak, Lex Luger, Fonzworth Bentley, Noah Goldstein, Mike Dean és Charlie Heat) |                                                                     |
| 2017 | Drake                             | More Life                                                  | - 18. Glow (további producerek: Noah 40 Shebib, és Noah Goldstein) - 00. Two Birds, One Stone (további producerek: Noah 40 Shebib) |                                                                     |
| 2018 | Migos                             | Culture II                                                 | - 04. BBO (Bad B****es Only) (közreműködő előadók: 21 Savage) (további producerek: Buddah Bless, DJ Durel és Quavo) | Quality Control Music                                               |
| 2018 | Pusha T                           | DAYTONA                                                    | - 01. If You Know You Know - 02. The Games We Play - 03. Hard Piano (közreműködő előadók: Rick Ross) - 04. Come Back Baby - 05. Santeria - 06. What Would Meek Do? (közreműködő előadók: Kanye West) - 07. Infrared |                                                                     |
| 2018 | Kanye West                        | ye                                                         | - 01. I Thought About Killing You - 02. Yikes - 03. All Mine - 04. Wouldn't Leave - 05. No Mistakes - 06. Ghost Town - 07. Violent Crimes |                                                                     |
| 2018 | KIDS SEE GHOSTS                   | KIDS SEE GHOSTS                                            | - 01. Feel The Love - 02. Fire - 03. 4th Dimension (közreműködő előadók: Louis Prima) - 04. Freeee (Ghost Town Pt. 2) - 06. Kids See Ghosts | GOOD Music/Def Jam Recordings                                       |
| 2018 | Christina Aguilera                | Liberation                                                 | - 03. Maria (további producerek: Che Pope, Hudson Mohawke, Noah Goldstein) - 12. Accelerate (közreműködő előadók: Ty Dolla $ign & 2 Chainz) (további producerek: Mike Dean, Che Pope, Charlie Heat, Honorable C.N.O.T.E., Eric Danchick) | RCA Records                                                         |
| 2018 | Nas                               | NASIR                                                      | - 01. Not for Radio - 02. Cops Shot The Kid (közreműködő előadók: Kanye West) - 03. White Label - 04. Bonjour - 05. Everything - 06. Adam and Eve - 07. Simple Things | Def Jam Recordings                                                  |
| 2018 | Teyana Taylor                     | K.T.S.E.                                                   | - 01. No Manners - 02. Gonna Love Me - 03. Issues / Hold On - 04. Hurry (közreműködő előadók: Kanye West) - 05. 3Way - 06. Rose in Harlem - 07. Never Would Have Made It - 08. WTP |                                                                     |
| 2018 | Lil Pump                          | Harverd Dropout                                            | - 03. I Love It (Kanye Westtele) (további producerek: DJ Clark Kent, CBMix & Ronny J) | Warner Records                                                      |
| 2019 | Nas                               | The Lost Tapes 2                                           | - 14. You Mean the World to Me | Mass Appeal Records                                                 |
| 2019 | Pusha T                           |                                                            | - Sociopath (közreműködő előadók: Kash Doll) - Coming Home (közreműködő előadók: Ms. Lauryn Hill) |                                                                     |
| 2019 | Francis and the Lights            | Take Me to the Light                                       | - Take Me to the Light (közreműködő előadók: Bon Iver és Kanye West) |                                                                     |
| 2019 | Post Malone                       | Hollywood's Bleeding                                       | - 13. Internet |                                                                     |
| 2019 | Kanye West                        | Jesus Is King                                              | - 01. Every Hour (közreműködő előadók: Sunday Service Choir) (további producerek: Budgie és Vindver) - 02. Selah (további producerek: E*vax) - 03. Follow God (további producerek: BoogzDaBeast és Xcelence) - 04. Closed on Sunday (további producerek: Brian All Day Miller, Vindver, Angel Lopez és Timbaland) - 05. On God (további producerek: BoogzDaBeast és Cerda) - 06. Everything We Need (közreműködő előadók: Ty Dolla $ign és Ant Clemons) (további producerek: Ronny J és FnZ) - 07. Water (közreműködő előadók: Ant Clemons) (további producerek: BoogzDaBeast) - 08. God Is (további producerek: Warryn Campbell és Labrinth) - 09. Hands On (közreműködő előadók: Fred Hammond) (további producerek: Vindver, Angel Lopez és Timbaland) - 10. Use This Gospel (közreműködő előadók: Clipse és Kenny G) (további producerek: DrtWrk, Vindver, Angel Lopez és Timbaland) - 11. Jesus Is Lord (további producerek: Brian All Day Miller, Vindver, Angel Lopez és Timbaland) | GOOD Music                                                          |
| 2019 | Sunday Service Choir              | Jesus Is Born                                              | - 01. Count Your Blessings - 02. Excellent - 03. Revelations 19.1 - 04. Rain - 05. Balm In Gilead - 06. Father Stretch - 07. Follow Me – Faith - 08. Ultralight Beam - 09. Lift Up Your Voices - 10. More Than Anything - 11. Weak - 12. That's How The Good Lord Works - 13. Sunshine - 14. Back to Life - 15. Souls Anchored - 16. Sweet Grace - 17. Paradise - 18. Satan, We're Gonna Tear Your Kingdom Down - 19. Total Praise | INC                                                                 |
| 2020 | Teyana Taylor                     | The Album                                                  | - 22. Made It (további producerek: Nova Wav & BoogzDaBeast) - 23. We Got Love (közreműködő előadók: Ms. Lauryn Hill) (további producerek: Johan Lenox, Seven Aurelius, Mike Dean, E*Vax & Boogz) | GOOD Music                                                          |
| 2020 | Sunday Service Choir              | Emmanuel                                                   | - 1. Requiem Aeternam - 2. O Mira Nox - 3. O Magnum Mysterium - 4. Puer - 5. Gloria | INC                                                                 |
| 2021 | DMX                               | Exodus                                                     | - 13. Prayer (további producerek: Fonzworth Bentley és BoogzDaBeast) | Def Jam Recordings                                                  |
| 2021 | Pop Smoke                         | Faith                                                      | - 3. Tell the Vision (Kanye West és Pusha-T közreműködésével) (további producerek: Jahlil Beats, Rico Beats, FnZ, SethInTheKitchen & Boogz) | Republic Records                                                    |
| 2021 | Lil Nas X                         | Montero                                                    | - 3. Industry Baby (Jack Harlow közreműködésével) (további producerek: Take a Daytrip) | Columbia Records                                                    |
| 2021 | Abstract Mindstate                | Dreams Still Inspire                                       | - 1. Salutations (Intro) (Jonquia Rose közreműködésével) - 2. I Feel Good - 3. A Wise Tale - 4. YZY SND (skit) (Luka Sabbat közreműködésével) - 5. Elevation - 6. Move Yo Body (The World Famous Tony Williams közreműködésével) - 7. Social Media - 8. LamboTruck Podcast (Skit) (Luka Sabbat közreműködésével) - 9. Expository Mode - 10. My Reality - 11. Sound Off The Alarm - 12. Voice Mail (Interlude) (Deon Cole közreműködésével) - 13. The Brenda Song (Kanye West közreműködésével) - 14. I Know You | YZY SND                                                             |
| 2021 | Kanye West                        | Donda                                                      | minden dal | GOOD Music                                                          |